# Лауреаты Ленинской премии
Лауреаты Ленинской премии
Данный список является неполным.

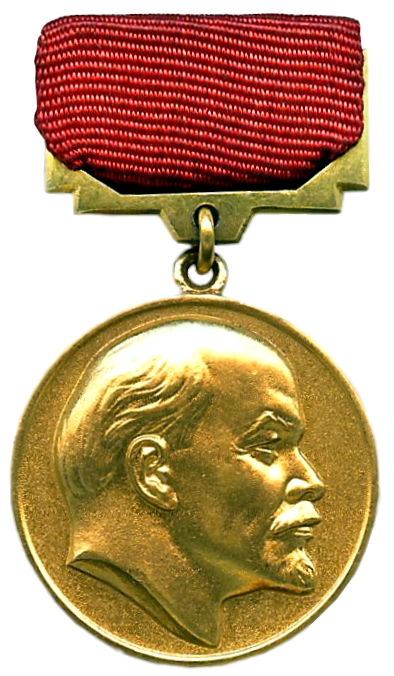
Медаль лауреата Ленинской премии.

Ленинская премия ежегодно присуждалась 22 апреля, в день рождения В. И. Ленина. Число лауреатов могло превышать число премий, поскольку одна премия могла быть присуждена как одному человеку, так и целому коллективу.

## 1957

### В области науки
1. Завойский, Евгений Константинович, ч.-к. АН СССР — за открытие и изучение парамагнитного резонанса
2. Новиков, Пётр Сергеевич, ч.-к. АН СССР — за научный труд «Об алгоритмической неразрешимости проблемы тождества слов в теории групп» (1955)
3. Наливкин, Дмитрий Васильевич — за научное руководство составлением геологической карты СССР масштаба 1 : 2 500 000 (1956)
4. Догель, Валентин Александрович (посмертно) — за научный труд «Общая протистология» (1951)
5. Скрябин, Константин Иванович — за научный труд в 12 томах «Трематоды животных и человека» (1947—1956)
6. Меликишвили, Георгий Александрович — за исследования в области древней истории народов Закавказья, изложенные в трудах «Наири-Урарту» и «Урартские клинообразные надписи» (1954)
7. Шишмарёв, Владимир Фёдорович — за исследования в области романской филологии, изложенные в трудах «Историческая морфология французского языка», «Книга для чтения по истории французского языка» и «Словарь старофранцузского языка» к «Книге для чтения по истории французского языка» (1952—1955)

### В области техники
1. Туполев, Андрей Николаевич, генеральный конструктор ОКБ; Макаревский, Александр Иванович, начальник ЦАГИ; Архангельский, Александр Александрович, Кербер, Леонид Львович, Черёмухин, Алексей Михайлович, авиаконструкторы; Туманский, Сергей Константинович, конструктор авиадвигателей — за создание скоростного реактивного пассажирского самолёта Ту-104
2. Волчек, Николай Акимович, гл. конструктор, Власов, Серафим Николаевич, гл. конструктор проекта, Никольский, Алексей Павлович, зам. нач. проекта, Гончаров, Владимир Игнатьевич, ведущий конструктор, Соловейчик, Яков Самуилович, зам. нач. проекта, сотрудники СКБ МСИП СССР; Бобров, Виктор Павлович, с. н. с. ЭНИМС МСИП СССР; Громов, Анатолий Александрович, бывший гл. инженер завода; Копаневич, Николай Ефимович, ведущий конструктор Бюро взаимозаменяемости МСИП СССР — за создание комплексного автоматического цеха по производству массовых подшипников на Первом ГПЗ имени Л. М. Кагановича
3. Волошкевич, Георгий Зосимович, ст. н. с., Патон, Борис Евгеньевич, директор ИЭС имени Е. О. Патона АН УССР; Гузенко, Иван Георгиевич, Давыденко, Илья Данилович, нач. отдела сварки, Радченко, Василий Григорьевич, бывший зам. нач. цеха завода «Красный котельщик» МТМ СССР, — за создание и внедрение в тяжёлое машиностроение электрошлаковой сварки
4. Иоаннисиани, Баграт Константинович, ведущий конструктор ГОИ имени С. И. Вавилова — за разработку конструкции новых астрономических инструментов
5. Талмуд, Израиль Львович, директор, Захаржевский, Олег Николаевич, нач. цеха, Почивалов, Владимир Петрович, гл. инженер Волховского алюминиевого завода имени С. М. Кирова; Влодавец, Николай Иванович, бывший ст. н. с. Лаборатории МГРЭ АН СССР; Крочевский, Владислав Адольфович, зам. гл. инженера проекта «Гипроалюминий» МЦМ СССР, Строков, Фёдор Николаевич — за разработку и промышленное освоение метода комплексной переработки нефелинового сырья на глинозём, содопродукты и цемент
6. Давыдов, Михаил Прокопьевич, руководитель работы, бывший управляющий, Горлов, Пётр Иванович, зам. гл. инженера, Тюркян, Раффи Арменакович, гл. инженер треста «Сталиншахтопроходка» МСПУП УССР; Пилипенко, Иван Васильевич, бригадир проходчиков, Стоев, Илья Степанович, бывший нач. проходки; Голубов, Святослав Владимирович, бывший инженер комбината «Сталиншахтострой» — за усовершенствование методов проходки вертикальных стволов шахт
7. Буров, Александр Петрович, руководитель работы, зам. нач. отдела МГОН СССР; Белов Владимир Борисович, Файнштейн, Григорий Хаимович, Щукин, Владимир Николаевич, ст. геологи партий; Хабардин, Юрий Иванович, прораб-геолог партии; Юркевич, Ростислав Константинович, гл. геолог экспедиции, — за открытие промышленного месторождения алмазов в ЯАССР
8. Батищев-Тарасов, Степан Дмитриевич, гл. инженер, Топорков, Дмитрий Дмитриевич, гл. геолог Кустанайского ГРТ; Горюнов, Сергей Васильевич, бывший нач., Сургутанов, Михаил Григорьевич, лётчик аэропартии Уральского ГУ, первооткрыватель Сарбайского железорудного месторождения; Кочергин, Иван Андреевич, гл. геолог Сарбайской ГРЭ; Носиков, Вячеслав Петрович, нач. аэромагнитной партии Уральской ГФЭ, первооткрыватель СМА; Пятунин, Валентин Карпович, гл. геолог Соколовской ГРП; Родин, Олег Фёдорович, гл. инженер Сарбайской ГРЭ, — за открытие и разведку железорудного месторождения Сарбайской и Соколовской групп в Казахстане
9. Блохинцев, Дмитрий Иванович, директор МИЯИ; Доллежаль, Николай Антонович, директор и гл. конструктор,; Красин, Андрей Капитонович, директор НИИ; Малых, Владимир Александрович, нач. отдела НИИ, — за создание Обнинской АЭС
10. Бакулев, Александр Николаевич, д. ч. АМН СССР — за организацию научного исследования приобретённых и врождённых заболеваний сердца и магистральных сосудов, разработку методов хирургического лечения и внедрение их в практику лечебных учреждений
11. Мясищев, Владимир Михайлович, главный конструктор ОКБ-23; Назаров, Георгий Николаевич, 1-й заместитель главного конструктора; Барышев, Владимир Михайлович, заместитель главного конструктора; Роднянский, Лазарь Маркович, заместитель главного конструктора; Селяков, Леонид Леонидович, заместитель главного конструктора; Опадчий, Фёдор Фёдорович, лётчик-испытатель — за создание реактивного стратегического бомбардировщика М-4

### В закрытой части постановления
- Агаджанов, Павел Артемьевич, учёный в области информатики
- Айзенберг, Григорий Захарович, учёный в области связи
- Кузнецов Николай Дмитриевич, конструктор авиационных двигателей
- Бажинов, Игорь Константинович, Брыков, Анатолий Викторович, Мозжорин, Юрий Александрович, Нариманов, Георгий Степанович, Осташев, Евгений Ильич, Тюлин, Георгий Александрович, Эльясберг, Павел Ефимович, Яцунский, Игорь Марианович — за работы по подготовке запуска первого ИСЗ
- Королёв, Сергей Павлович, Бармин, Владимир Павлович, Глушко, Валентин Петрович, Козлов, Дмитрий Ильич, Маркичев, Николай Васильевич, Тихонравов, Михаил Клавдиевич, Цециор, Зиновий Моисеевич, Черток, Борис Евсеевич, Морозов, Константин Константинович, Юрасов Игорь Евгеньевич, конструкторы ракетно-космической техники
- Ваничев, Александр Павлович, Желтухин, Николай Алексеевич, теплотехники
- Курчатов, Игорь Васильевич, Зельдович, Яков Борисович, Харитон, Юлий Борисович, Сахаров, Андрей Дмитриевич, физики-атомщики
- Келдыш, Мстислав Всеволодович, учёный-математик, разработчик атомной и ракетной техники
- Кузнецов Виктор Иванович, Лавров, Святослав Сергеевич, Сергеев, Владимир Григорьевич, учёные в области систем управления
- Левин, Владимир Константинович, Полин, Владимир Степанович, конструкторы ЭВМ, — за создание ЭВМ специального назначения
- Мишин, Василий Павлович, Охоцимский, Дмитрий Евгеньевич, Энеев, Тимур Магометович, учёные в области механики
- Перелёт, Алексей Дмитриевич (посмертно), лётчик-испытатель
- Рязанский, Михаил Сергеевич, Щукин, Александр Николаевич, Манукян, Эдуард Мигранович, радиотехники
- Зубец, Прокофий Филиппович, Коротков, Фёдор Амосович, Стечкин, Борис Сергеевич, конструкторы авиадвигателей

### В области литературы и искусства
1. Конёнков, Сергей Тимофеевич — за скульптуру «Автопортрет»
2. Леонов, Леонид Максимович — за роман «Русский лес» (1953)
3. Муса Джалиль (Залилов Муса Мустафиевич) (посмертно) — за цикл стихотворений «Моабитская тетрадь»
4. Прокофьев, Сергей Сергеевич (посмертно) — за 7-ю симфонию
5. Уланова, Галина Сергеевна — за выдающиеся достижения в области балетного искусства

## 1958

### В области науки
1. Арцимович, Лев Андреевич, руководитель работы, Леонтович, Михаил Александрович, Лукьянов, Степан Юрьевич, Головин, Игорь Николаевич, Осовец, Самуил Маркович, Филиппов, Николай Васильевич, Базилевская, Ольга Александровна, Брагинский, Сталий Иосифович, Подгорный, Игорь Максимович, Андрианов, Александр Михайлович, Синицын, Василий Иванович, Явлинский, Натан Аронович, н. с. ИАЭАН, — за исследования мощных импульсных разрядов в газе для получения высокотемпературной плазмы (1956—1957)
2. Боголюбов, Николай Николаевич — за разработку нового метода в КТП и статистической физике, приведшему, в частности, к обоснованию теории сверхтекучести и теории сверхпроводимости
3. Разуваев, Григорий Алексеевич, профессор ГГУ имени Н. И. Лобачевского, — за исследования в области химии свободных радикалов в разрядах (1949—1957)
4. Эмануэль, Николай Маркович, зав. лабораторией ИХФАН, — за исследования свойств и особенностей цепных реакций (1950—1957)
5. Бетехтин, Анатолий Георгиевич, Заварицкий, Александр Николаевич (посмертно), Коржинский, Дмитрий Сергеевич, Николаев, Виктор Арсеньевич — за исследования, изложенные в монографии «Основные проблемы в учении о магматогенных рудных месторождениях» (1955)
6. Будыко, Михаил Иванович, директор ГГО имени А. И. Воейкова, — за научные труды «Тепловой баланс земной поверхности» (1955) и «Атлас теплового баланса» (1956)
7. Шатский, Николай Сергеевич — за научное руководство составлением тектонической карты СССР и сопредельных стран в масштабе 1:5 000 000 (1956)
8. Горшенин, Константин Павлович, профессор Омского СХИ имени С. М. Кирова, — за научный труд «Почвы южной части Сибири» (1955)
9. Струмилин, Станислав Густавович — за научный труд «История чёрной металлургии в СССР», т. 1 (1954)
10. Эндзелин Ян Марцевич, академик АН Латвийской ССР, ч.-к. АН СССР, — за исследования в области балтийской филологии, изложенные в научном труде «Грамматика латышского языка» (1951)
11. Сатпаев, Каныш Имантаевич, Бок, Иван Иванович, Борукаев, Рамазан Асланбекович, Жилинский, Герман Борисович, Казанли, Дмитрий Николаевич, Медоев, Георгий Цараевич, Новохатский, Иван Петрович, Щерба, Григорий Никифорович — за составление металлогенических карт Центрального Казахстана
12. Пасечник, Иван Петрович, сейсмолог, Устюменко, Александр Иванович, полковник, Балашов, Константин Иванович, С. А. Баранов, В. А. Лебедев, В. С. Обухов, Д. Л. Симоненко, В. В. Сокольский, Ю. И. Щербина, физики, — за труд «Физические основы дальнего обнаружения ядерных взрывов» (по другим данным, премия присуждена в 1959 году)

### В области техники
1. Кедринский, Василий Николаевич, руководитель работы, Барсуков, Алексей Алексеевич, Захарьев, Демьян Алексеевич, н. с. ЭНИМС; Загрязкин, Дмитрий Александрович, гл. технолог завода «Станкоконструкция», — за разработку конструкции и промышленное освоение гаммы высокопроизводительных автоматизированных станков для обработки конических зубчатых колёс
2. Герасимов, Фёдор Максимович, нач. лаборатории ГОИ имени С. И. Вавилова; Чехматаев, Дмитрий Павлович (посмертно) — за разработку методов изготовления прецизионных дифракционных решёток
3. Костенко, Михаил Полиевктович; Веников, Валентин Андреевич, профессор МЭИ, — за создание электродинамических моделей для практических исследований мощных энергосистем, сверхдальних ЛЭП, энергоустановок и аппаратуры электрических станций
4. Гуменник, Яков Яковлевич, нач. механического цеха, Ковальчук, Михаил Самсонович, нач. шахты «Николаевская» треста «Куйбышевуголь», — за создание скоростного проходческого комбайна «ПКГ» для проведения подготовительных выработок и нарезных работ в пологопадающих пластах средней мощности
5. Бардин, Иван Павлович, руководитель работы; Смеляков, Николай Николаевич, бывший директор, Командин, Николай Леонидович, Коротков, Константин Петрович, Майоров, Николай Павлович, Хрипков, Александр Васильевич, работники завода «Красное Сормово» имени А. А. Жданова; Грицун, Михаил Данилович, директор, Гурский, Георгий Васильевич, Казанский, Владимир Андреевич, работники Новотульского МЗ, — за создание первых промышленных установок непрерывной разливки стали
6. Игнатченко, Евгений Афанасьевич, нач. Главнефтемонтажа МС РСФСР; Раевский, Георгий Владимирович, зав. лабораторией ИЭС АН УССР имени Е. О. Патона, руководители работы; Алексеев, Евгений Константинович, гл. технолог отдела Госстроя СССР; Дидковский, Всеволод Матвеевич, нач. КБ Куйбышеского ЗМК; Иванцов, Олег Максимович, зам. гл. инженера ВНИИСТ; Корниенко, Виктор Степанович, гл. инженер сварочно-монтажного треста № 65; Ляхов, Владимир Степанович, управляющий монтажно-сварочным трестом № 7; Поповский, Богдан Васильевич, гл. технолог Главнефтемонтажа, — за разработку и внедрение индустриального метода строительства нефтерезервуаров из плоских полотнищ, сворачиваемых в рулоны

### В области военной науки и техники
1. Миль, Михаил Леонтьевич, главный конструктор ОКБ; Ананьев, Иван Васильевич, Андрияшев, Михаил Петрович (посмертно), Дмитриев Иван Сергеевич, Козельков, Георгий Владимирович, Котиков, Александр Константинович, Кузнецов, Вячеслав Александрович, Малаховский, Абрам Эммануилович, Русанович, Николай Григорьевич, — за создание вертолётов Ми-1 и Ми-4
2. Базенков, Николай Ильич, авиаконструктор; Егер, Сергей Михайлович, авиаконструктор; Жданов, Константин Иванович, конструктор воздушных винтов, — за создание турбовинтового стратегического бомбардировщика Ту-95
3. Африкантов, Игорь Иванович, конструктор ядерных реакторов
4. Гасанов, Генрих Алиевич, судостроитель
5. Лаврентьев, Михаил Алексеевич, Овсянников, Лев Васильевич, математики
6. Ласкорин, Борис Николаевич, химик
7. Мозжорин, Юрий Александрович, руководитель работ в области ракетно-космической науки
8. Расплетин, Александр Андреевич, радиотехник, электроник
9. Синёв, Николай Михайлович, физик, за создание оборудования для АЭС
10. Феоктистов, Лев Петрович, Ширков, Дмитрий Васильевич, Щелкин, Кирилл Иванович, Забабахин, Евгений Иванович, Константинов, Борис Павлович, Романов Юрий Александрович, Шумаев, Михаил Петрович, физики, Гречишников, Владимир Фёдорович, Терещенко, Яков Филимонович, Зверев, Борис Петрович, Эльский, Владимир Никандрович, организаторы химического производства
11. За разработку зенитно-ракетного комплекса С-75: главный конструктор А. А. Расплетин и две группы разработчиков: наземных средств системы — К. С. Альперович, Ю. Н. Афанасьев, Г. Ф. Добровольский, Е. Г. Зелкин, Б. С. Коробов, В. Н. Кузьмин, Ф. В. Лукин, А. В. Пивоваров, Н. В. Семаков, В. Е. Черномордик и зенитной управляемой ракеты — Е. Г. Болотов, Р. С. Буданов, Е. С. Иофинов, A. M. Исаев (главный конструктор ОКБ-2 НИИ-88, разрабатывавшего двигатели для второй ступени ракет), В. Н. Богомолов (заместитель главного конструктора ОКБ-2 НИИ-88), П. М. Кириллов, Ю. Ф. Красантович, Ф. С. Кулешов, А. Н. Садеков, Н. И. Степанов, Б. А. Челышев[1]

### В области искусства
1. Аникушин, Михаил Константинович — за памятник А. С. Пушкину в Ленинграде
2. Товстоногов, Георгий Александрович, режиссёр; Толубеев, Юрий Владимирович, исполнитель роли Вожака, — за спектакль «Оптимистическая трагедия» В. В. Вишневского, поставленный на сцене ЛАТД имени А. С. Пушкина
3. Чабукиани, Вахтанг Михайлович, балетмейстер и исполнитель заглавной партии, — за балетный спектакль «Отелло», поставленный на сцене ГрГТОБ имени З. П. Палиашвили
4. Шостакович, Дмитрий Дмитриевич — за 11-ю симфонию «1905 год»

## 1959

### В области науки
1. Басов, Николай Геннадьевич, Прохоров, Александр Михайлович, н. с. ФИАН имени П. Н. Лебедева, — за разработку нового принципа генерации и усиления радиоволн (создание молекулярных генераторов и усилителей)
2. Векслер, Владимир Иосифович, директор, Зиновьев, Леонид Петрович, нач. отдела ЛВЭ ОИЯИ; Ефремов, Дмитрий Васильевич, зам. нач. ГУ по ИАЭ при СМ СССР; Комар, Евгений Григорьевич, директор, Моносзон, Наум Абрамович, нач. отдела, Столов, Анатолий Михайлович, нач. лаборатории НИИ; Минц, Александр Львович, директор, Водопьянов, Фёдор Алексеевич, Рубчинский, Самуил Менделевич, ст. н. с. РТИАН; Коломенский, Андрей Александрович, Петухов, Валентин Афанасьевич, Рабинович, Матвей Самсонович, ст. н. с. ФИАН имени П. Н. Лебедева, — за создание синхрофазотронов на 10 000 000 000 эВ
3. Шафаревич, Игорь Ростиславович, ч.-к. АН СССР, — за работы по алгебраической теории чисел (открытие общего закона взаимности и решение обратной задачи Галуа для разрешимых групп (1950, 1954))
4. Абдуллаев, Хабиб Мухамедович, ч.-к. АН СССР, — за научные работы о роли гранитоидов в постмагматическом рудообразовании (1954, 1957)
5. Здродовский, Павел Феликсович, д. ч. АМН СССР; Голиневич, Елена Михайловна — за научный труд «Учение о риккетсиях и риккетсиозах» (1956, 2-е издание)
6. Попов, Иван Семёнович, профессор МСХА имени К. А. Тимирязева, — за научный труд «Кормление сельскохозяйственных животных» (1955, 9-е издание)
7. Вукалович, Михаил Петрович, Кириллин, Владимир Алексеевич, ч.-к. АН СССР, Шейндлин, Александр Ефимович, профессора МЭИ, — за теоретические и экспериментальные исследования теплофизических свойств воды и водяного пара при высоких параметрах (1956—1958)

### В области техники
1. Дубянский, Александр Андреевич; Калганов, Михаил Иванович, ст. н. с. ИГРМПМГАН; Чайкин, Семён Иванович, гл. геолог, Доброхотов, Михаил Николаевич, нач. партии, Русинович, Иван Алексеевич, ст. геолог партии, работники Белгородской железорудной экспедиции; Шмидт, Николай Генрихович, гл. инженер Курской геофизической экспедиции; Яковлев Михаил Иванович, бывший геолог треста «Курскгеология», — за открытие и разведку богатых железорудных месторождений Белгородского района КМА
2. Балуховский, Николай Филиппович, ст. н. с. ИГН АН УССР; Воробьёв, Борис Семёнович, гл. геолог управления газовой и нефтяной промышленности Харьковского совнархоза; Горев, Николай Алексеевич, бывший нач. объединения «Укрнефть»; Литвинов, Владимир Романович, гл. геолог треста «Харбурнефтегаз»; Палец, Леонтий Сергеевич, гл. геолог Миргородской конторы разведочного бурения; Черпак, Самуил Евелевич, гл. геолог треста «Укрвостокнефтеразведка», — за открытие и разведку Шебелинского газового месторождения в УССР
3. Кириченко, Фёдор Григорьевич, директор ВСГИ имени Т. Д. Лысенко; Лукьяненко, Павел Пантелеймонович, зав. отделом Краснодарского НИИСХ, — за разработку методов селекции, создание и широкое внедрение в колхозно-совхозное производство зимостойких и урожайных сортов озимой пшеницы, обладающих высокими мукомольными и хлебопекарными качествами
4. Пустовойт, Василий Степанович, зав. отделом ВНИИМЭК, — за разработку методов селекции и семеноводства, создание и широкое внедрение высокомасличных сортов и ежегодное сортообновление подсолнечника
5. Ковалёв Николай Николаевич, ч.-к. АН СССР; Орго, Виктор Мартович, зам. гл. конструктора; Дегтярёв, Яков Степанович, Колтон, Абрам Юдович, Гамзе, Зельман Маркович, нач. отделов КБ ЛМЗ, — за создание мощной поворотнопластной гидротурбины для Волжской ГЭС имени В. И. Ленина
6. Мезивецкий, Яков Павлович, Коробочкин, Борис Львович, Ростовцев, Иван Александрович, Соколов, Евгений Филиппович, конструкторы, Берман, Михаил Михайлович, бывший гл. инженер МССЗ имени С. Орджоникидзе, — за создание, освоение серийного производства и внедрение в промышленность гаммы высокопроизводительных гидравлических токарно-копировальных полуавтоматов
7. Митрофанов, Сергей Петрович — за разработку и широкое внедрение метода группового производства в машиностроении
8. Новиков, Михаил Леонтьевич (посмертно) — за создание зубчатых передач с новым зацеплением
9. Адясов, Степан Михайлович, нач. Московского участка треста «Стальмонтаж»; Басс, Моисей Григорьевич, гл. инженер, Голодов, Георгий Алексеевич, нач. Управления строительства стадиона в Лужниках; Власов, Александр Васильевич (архитектор), вице-президент, Насонов, Всеволод Николаевич, член Президиума АСА СССР; Ещенко, Лев Вадимович, управляющий трестом Мосстрой № 4; Поликарпов, Василий Петрович, зав. сектором спортивных сооружений ЦНИИФК; Резников, Николай Малахиевич, нач. отдела капитального строительства бывшего КФКС при СМ СССР; Рожин, Игорь Евгеньевич, руководитель мастерской № 14, Хряков, Александр Фёдорович, руководитель Щепетов, Борис Владимирович, гл. инженер мастерской № 15 Института «Моспроект»; Уллас, Николай Николаевич, гл. архитектор ИГП АПУ г. Москвы; Этмекджиян, Ашот Арутюнович, бывший зам. нач. Главмосстроя, — за решение крупной градостроительной задачи скоростной реконструкции и благоустройства района Лужников города Москвы и создание комплекса спортивных сооружений Центрального стадиона имени В. И. Ленина
10. Канищев, Василий Георгиевич, гл. инженер ГПИ «Приднепровский Промстройпроект»; Каплин, Александр Александрович, управляющий трестом «Уралстальконструкция»; Кильдишов, Сергей Павлович, бригадир комплексной бригады монтажников треста «Донбасстальконструкция»; Кононенко, Пётр Павлович, зам. МС УССР; Кочанов, Климент Семёнович, управляющий трестом «Востокметаллургмонтаж»; Сафронов, Пётр Васильевич, гл. инженер проекта ГПИ «Тяжпромэлектропроект»; Свистунов, Александр Николаевич, управляющий трестом «Орскметаллургстрой»; Стовповой, Анатолий Никифорович, управляющий трестом «Металлургмонтаж», — за коренные усовершенствования методов строительства доменных печей в СССР

### В области военной науки и военной техники
1. Челомей, Владимир Николаевич, Антипов, Евгений Фёдорович, Глухинький, Николай Васильевич, Голято, Сергей Фёдорович, Коровкин, Александр Иванович, Крылов Владимир Васильевич, Лифшиц, Михаил Ильич, Модестов, Владимир Александрович, Пузрин, Семён Борисович, Пустынцев, Павел Петрович, Самойлов, Валерий Ефимович, Хрущёв, Сергей Никитич, Шумилов, Игорь Михайлович — за создание комплекса крылатых ракет П-5 для подводных лодок проекта П-613

- Александров, Анатолий Петрович, Бабаев, Юрий Николаевич, Кормер, Самуил Борисович, Трутнев, Юрий Алексеевич, Эмдин, Сергей Яковлевич, физики
- Годунов, Сергей Константинович, Дьяченко, Владимир Федотович, математики
- Девятков, Юрий Васильевич, Соколов, Тарас Николаевич, Французов, Николай Миронович, Кренев, Борис Сергеевич — за машину «Кварц»
- Исанин, Николай Никитич, Першин Виктор Иванович, судостроители
- Кикоин Исаак Константинович (Кушелевич), физик (по другим данным, премия присуждена в 1958 году)
- Курчатов, Борис Васильевич, физико-химик
- Лебедев Александр Алексеевич, учёный-оптик, — за разработку оптико-электронных приборов и систем
- Макеев, Виктор Петрович, конструктор ракетно-космической техники
- Негин, Евгений Аркадьевич, учёный в области механики
- Семихатов, Николай Александрович, учёный в области вычислительной техники

### В области литературы и искусства
1. Ауэзов, Мухтар Омарханович — за роман «Путь Абая» (книга 1 — «Абай»; книга 2 — «Путь Абая»)
2. Довженко, Александр Петрович (посмертно) — за литературный киносценарий «Поэма о море»
3. Кибальников, Александр Павлович — за памятник В. В. Маяковскому в Москве
4. Погодин (Стукалов) Николай Фёдорович — за драматическую трилогию «Человек с ружьём», «Кремлёвские куранты», «Третья патетическая»
5. Смирнов Борис Александрович — за исполнение роли В. И. Ленина в спектакле «Третья патетическая» Н. Ф. Погодина на сцене МХАТ имени М. Горького; Штраух, Максим Максимович — за исполнение роли В. И. Ленина в кинофильме «Рассказы о Ленине»
6. Соловьёв-Седой, Василий Павлович — за песни «Марш нахимовцев», «В путь», «Вёрсты», Если бы парни всей земли, «Подмосковные вечера»
7. Хачатурян, Арам Ильич — за балет «Спартак»

## 1960

### В области науки
1. Вернов, Сергей Николаевич, ч.-к. АН СССР, Чудаков, Александр Евгеньевич, сотрудники ФИАН имени П. Н. Лебедева; Пушков, Николай Васильевич, директор, Долгинов, Шмая Шлёмович, нач. магнитной лаборатории ИЗМИРАН, Осташев, Аркадий Ильич, учёный в области ракетной техники, — за открытие и исследование внешнего радиационного пояса Земли и исследование магнитного поля Земли и Луны
2. Лейпунский, Александр Ильич, академик АН УССР, Казачковский, Олег Дмитриевич, Бондаренко, Игорь Ильич, Усачёв, Лев Николаевич, н. с. Физического института ГУ по использованию атомной энергии при СМ СССР, — за научные исследования физики ядерных реакторов на быстрых нейтронах
3. Фок, Владимир Александрович — за исследования по квантовой теории поля, изложенные в монографии «Работы по квантовой теории поля» (1957)
4. Четаев, Николай Гурьевич (посмертно) — за работы по устойчивости движения в аналитической механике (1952—1958)
5. Крисс, Анатолий Евсеевич — за научный труд «Морская микробиология (глубоководная)» (1959)
6. Вишневский Александр Александрович, Куприянов, Пётр Андреевич, Мешалкин, Евгений Николаевич, Петровский, Борис Васильевич — за разработку новых операций на сердце и крупных сосудах
7. Пономарёв, Сергей Дмитриевич, Бидерман Вадим (Наум) Львович, Лихарев Константин Константинович, преподаватели МВТУ имени Н. Э. Баумана; Макушин, Владимир Михайлович, преподаватель МПИ, — за научный 3-томный труд «Расчёты на прочность в машиностроении» (1956—1959)
8. Цыпкин, Яков Залманович — за работы по теории импульсных и релейных автоматических систем, изложенных в монографиях «Переходные и установившиеся процессы в импульсных цепях», «Теория релейных систем автоматического регулирования», «Теория импульсных систем» (1951—1958)

### В области техники
1. Фейнберг, Савелий Моисеевич, нач. теоретического сектора, Гончаров, Владимир Владимирович, Столяров, Георгий Алексеевич, Зубарев, Тарас Николаевич, н. с. ИАЭАН имени И. В. Курчатова; Христенко, Пётр Иванович, гл. инженер сектора ИТЭФАН имени А. И. Алиханова; Козлов, Валентин Фёдорович, Любимцев, Олег Иванович, сотрудники НИИ, — за создание комплекса исследовательских водо-водяных реакторов ВВР-2, ВВР-С и ИРТ
2. Ильюшин, Сергей Владимирович, руководитель работы, Генеральный конструктор, Ивченко, Александр Георгиевич, гл. конструктор ГК СМ СССР по авиационной технике; Коккинаки, Владимир Константинович, лётчик-испытатель; Борог, Валерий Африканович, Германов, Виктор Михайлович, Зленко, Алексей Николаевич, Левин, Анатолий Яковлевич, Лотарев, Владимир Алексеевич, Пантелеев, Анатолий Константинович, Санков, Евгений Иванович, Семёнов, Виктор Николаевич, Шведченко, Алексей Илларионович, ведущие конструкторы, — за разработку и создание пассажирского самолёта Ил-18
3. Коробов, Илья Иванович, директор, Суровов, Василий Иванович, нач. доменной лаборатории ДМЗ имени Г. И. Петровского; Некрасов, Зот Ильич, директор, Красавцев, Николай Иванович, ст. н. с. ИЧМ АН УССР; Орешкин, Георгий Григорьевич, директор, Чечуро, Анатолий Николаевич, нач. доменного цеха ДМЗ имени Ф. Э. Дзержинского; Юпко, Лев Дмитриевич, директор, Таврог, Борис Лазаревич, нач. доменного цеха МЗ «Запорожсталь» имени С. Орджоникидзе; Ектов, Иван Михайлович, директор, Панев, Георгий Алексеевич, нач. доменного цеха Сталинского МЗ имени И. В. Сталина, — за внедрение природного газа в доменное производство
4. Улитовский, Алексей Васильевич (посмертно), руководитель работы, Аверин, Николай Матвеевич, ст. инженер ПКБ треста «Севзапмонтажавтоматика» МС РСФСР; Красиньков, Вениамин Георгиевич, н. с. НИИ, — за разработку метода получения тонких и сверхтонких металлических нитей непосредственно из жидкой фазы
5. Бакиров Абдулхалат Абдуллатынович, Еникеев, Пётр Николаевич, гл. геолог отдела нефти и газа МГОН СССР; Ильин Сергей Иванович (посмертно), Кудряшов, Евгений Владимирович, директор Узбекского филиала ВНИИПГ; Жуковский, Леонид Григорьевич, гл. геолог, Сотириади, Константин Ахиллесович, гл. геолог конторы, Чернов, Василий Иванович, нач. партии треста «Узбекнефтегазразведка», — за открытие и разведку крупнейшего в СССР Газлинского месторождения природного газа
6. Коломиец, Ольга Кирилловна, зав. отделом селекции сахарной свёклы Белоцерковской ОСС; Бордонос, Мария Григорьевна, ст. н. с. УАСХН; Бузанов, Иван Феоктистович, директор, Зосимович, Владимир Павлович, ст. н. с. ВНИИСС; Мокан, Григорий Семёнович, н. с. института, Попов Александр Васильевич, зав. отделом селекции сахарной свёклы, работники Ялтушковского селекционного пункта, — за создание новой формы и выведение сортов сахарной свёклы с односемянными плодами

### В закрытой части постановления
- Вачнадзе, Вахтанг Дмитриевич, инженер-ракетостроитель завода № 88[2], Бешенов, Василий Алексеевич, конструктор фотоаппаратуры, — за фотосъёмку обратной стороны Луны станцией «Луна-3»
- Беляев В. Д.; Брукер А. Б., Варшавский С. Л., Косолапов С. Н., Кучков Б. П., Либман Б. Я., Позднев В. В., Потапов С. Н., Соборовский Л. З., Юхтин Н. Н., химики, — за организацию разработки и освоения промышленного производства фосфорорганического ОВ зарина
- Амбарцумян, Рубен Сергеевич, физико-химик, металловед
- Благонравов, Анатолий Аркадьевич, конструктор артиллерии
- Богомолов, Алексей Фёдорович, радиотехник, радиофизик
- Бриш, Аркадий Адамович, физик-атомщик
- Бушуев, Константин Давыдович, учёный в области ракетно-космической техники
- Ивановский, Олег Генрихович, конструктор ракетно-космической техники
- Костандов, Леонид Аркадьевич, зам. председателя ГК СМ СССР по химии, Буянов, Роман Алексеевич, химик, Слинько, Михаил Гаврилович, физико-химик, Гельперин, Иосиф Ильич, инженер-химик, Рябенко, Александр Яковлевич, И. И. Бурлаченко, И. Б. Данилов, А. Г. Зельдович, М. П. Малков, Л. Л. Рапопорт, А. Б. Фрадков — за разработку химических технологий производства жидких водорода и дейтерия высокой чистоты
- Воронин, Станислав Николаевич, Ковтуненко, Вячеслав Михайлович, Косберг, Семён Ариевич, Радовский, Виталий Петрович, Раушенбах, Борис Викторович, Хлыбов, Николай Николаевич, Янгель, Михаил Кузьмич — за разработку и постановку на вооружение первой термоядерной головной части МБР Р-7
- Крюков, Сергей Сергеевич, конструктор, — за проектирование ракеты-носителя Р-7[3]
- Гнесин, Борис Яковлевич, Хлопкин, Николай Сидорович, конструктор, — за создание первого в мире атомного ледокола «Ленин»
- Духов, Николай Леонидович, конструктор бронетанковой техники (1932—1948), конструктор ядерной и термоядерной техники (1948—1964)
- Лидоренко, Николай Степанович, учёный в области электротехники и энергетики
- Раушенбах, Борис Викторович, Егоров, Всеволод Александрович, Лидов, Михаил Львович, Ишлинский, Александр Юльевич, Феодосьев, Всеволод Иванович, учёные в области механики
- Сафронов, Евгений Алексеевич — за работу в области приборостроения
- Смирнов, Леонид Васильевич, начальник Главного управления Государственного комитета по оборонной технике СССР
- Цукерман, Вениамин Аронович, рентгенотехник
- Шкловский, Иосиф Самуилович, астрофизик

### В области литературы, журналистики и публицистики и искусства
1. Рыльский, Максим Фаддеевич — за стихотворные сборники «Далёкие небосклоны» (1959) и «Розы и виноград» (1957)
2. Турсун-Заде, Мирзо — за поэмы «Хасан-арбакеш» (1954), «Лунный свет» (1957) и цикл стихотворений «Голос Азии» (1956)
3. Шолохов, Михаил Александрович — за роман «Поднятая целина» (1932—1960)
4. Аджубей, Алексей Иванович, Грибачёв, Николай Матвеевич, Жуков, Юрий (Георгий) Александрович, Ильичёв, Леонид Фёдорович, Лебедев, Владимир Семёнович, Литошко, Евгений Владимирович, Матвеев, Викентий Александрович, Орлов, Владимир Иванович, Сатюков, Павел Алексеевич, Трояновский, Олег Александрович, Шевченко, Андрей Степанович, Шуйский, Григорий Трофимович — за книгу «Лицом к лицу с Америкой. Рассказ о поездке Н. С. Хрущёва в США»
5. Бондарчук, Сергей Фёдорович, режиссёр и исполнитель роли Андрея Соколова, Монахов, Владимир Васильевич, оператор, — за художественный фильм «Судьба человека» (1959) производства киностудии «Мосфильм»
6. Кармен (Корнман) Роман Лазаревич, режиссёр, Мамедов, Джаваншир Муса оглы, Медынский, Сергей Евгеньевич, операторы, — за цветные документальные фильмы «Повесть о нефтяниках Каспия» (1953) и «Покорители моря» (1959) производства Бакинской киностудии
7. Ойстрах Давид Фёдорович (Фишелевич) — за выдающиеся достижения в области музыкально-исполнительского искусства
8. Свиридов Георгий (Юрий) Васильевич, композитор, — за «Патетическую ораторию» на слова В. В. Маяковского

## 1961

### В области науки
1. Иоффе, Абрам Фёдорович (посмертно) — за теоретические и экспериментальные исследования свойств полупроводников и разработку теории термоэлектрических генераторов
2. Постников, Михаил Михайлович, ст. н. с. МИАН имени В. А. Стеклова, — за цикл работ по гомотипической теории непрерывных отображений
3. Страхов, Николай Михайлович, зав. лабораторией ГИАН, — за научный труд «Основы теории литогенеза» (1960)
4. Иванов, Артемий Васильевич, профессор ЛГУ имени А. А. Жданова, — за научный труд «Погонофоры» (1960)
5. Волгин, Вячеслав Петрович, академик, — за разработку истории домарксовых социалистических учений, результаты которых изложены в книге «Развитие общественной мысли во Франции в XVIII веке» (1958), в серии «Предшественники научного социализма», завершённой последними томами, посвящёнными Ж. Мелье, Э.-Г. Морелли, Д. Верасу, Т. Дезами, У. Годвину (1954—1958) и других работах
6. Амосов, Николай Михайлович, Антелава, Николай Варденович, Богуш, Лев Константинович, Колесников Иван Степанович, Линберг, Борис Эдмундович, Стручков, Виктор Иванович, Углов, Фёдор Григорьевич — за разработку и внедрение в широкую медицинскую практику оригинальных методов хирургического лечения заболеваний лёгких
7. Коновалов Николай Васильевич, д. ч. АМН СССР, — за научный труд «Гепато-церебральная дистрофия» (1960)

### В области техники
1. Ильин, Георгий Дмитриевич, управляющий конторой, Пустильников, Марк Романович, гл. геолог треста «Краснодарнефтегеоразведка»; Кожемякин, Константин Филиппович, управляющий, Кийко, Константин Иванович, гл. геолог треста «Краснодарнефтеразведка»; Коротков, Сергей Тихонович, гл. геолог управления нефтяной и газовой промышленности Краснодарского совета народного хозяйства; Ульянов, Андрей Владимирович — за открытие и разведку крупных газоконденсатных месторождений в Краснодарском крае
2. Кузьмин, Александр Дмитриевич, зам. директора, Жукевич-Стоша, Евгений Александрович, нач. сектора, Крылов, Николай Иванович, нач. отдела ВНИПКИММ; Кулик, Борис Федотович, гл. инженер ЮУМСЗ; Анфимов, Михаил Иванович, нач. КБ УЗТМ; Истомин, Александр Васильевич, нач. сектора ГСИПМЗ «Гипромез»; Рыженко, Николай Андреевич, гл. специалист ГК СМ СССР по автоматизации и машиностроению; Тищенко, Николай Афанасьевич, нач. отдела КБ ВНИИЭМ, — за создание типового непрерывного заготовочного стана 850/700/500и повышение производительности существующих заготовочных станов
3. Неклюдов, Григорий Иванович, руководитель работы, гл. конструктор, Андреев, Борис Сергеевич, ведущий конструктор, Чучин, Евгений Фёдорович, гл. инженер СКБ часового станкостроения; Волков, Николай Николаевич, директор, Щадилов, Василий Иванович, слесарь-механик 2-го МЧЗ; Кудрявцев, Виталий Михайлович, слесарь-механик 1-го МЧЗ имени С. М. Кирова, — за создание и внедрение автоматизированного оборудования для производства часов
4. Герценберг, Григорий Рафаилович, нач. лаборатории ВЭТИ имени В. И. Ленина, — за разработку и внедрение автоматических регуляторов возбуждения сильного действия для мощных гидрогенераторов и синхронных компенсаторов
5. Алиханов, Энвер Назарович, Биландарли, Абас Али Мамед оглы, нач. НПУ «Артемнефть»; Гаджиев, Бахман Абиш оглы, гл. инженер НПУ «Гюрганнефть»; Касум-заде, Мамед Джавад Сулейман оглы, зам. директора АзНИИ по добыче нефти; Кулиев, Исрафил Пири оглы, зам. директора, Мзареулов, Давид Константинович, нач. отдела ГНИПИ «Гипроморнефть»; Мамедов, Мир Кязим Мир Ахат оглы, зам. гл. геолога объединения «Азнефть»; Мелик-Тангиев, Завен Иванович, гл. инженер треста «Азморнефтестрой»; Негреев, Всеволод Фёдорович, руководитель лаборатории Института химии АН АзССР; Самедов, Фуад Ибрагим оглы, зам. директора ИРНГМ АН АзССР, — за комплексное освоение морских нефтяных месторождений в АзССР
6. Будков, Владимир Данилович, бывший нач. щитового участка, Кудинов, Дмитрий Сидорович, горнорабочий, Сироткин, Василий Ермолаевич, нач. участка шахты № 4 треста «Калининуголь»; Гиллер, Абрам Иосифович, нач. шахтоуправления треста «Щёкинуголь»; Зиглин, Лев Александрович, бывший гл. инженер шахты № 38 треста «Сталиногорскуголь»; Ильин, Александр Елизарович, гл. инженер, Русаков, Виталий Иванович, ведущий конструктор Лаптевского завода угольного машиностроения; Кратенко, Иван Маркович, бывший нач., Пермяков, Павел Николаевич, гл. инженер комбината «Тулауголь», — за создание и внедрение в производство средств комплексной механизации очистных работ на шахтах Тульского экономического административного района
7. Малкин, Иосиф Михайлович, руководитель работы, директор, Бублис, Валентина Николаевна, ст. инженер-конструктор, Кутузов, Дмитрий Сергеевич, нач. ПТО, Халин, Павел Кириллович, бригадир комплексной бригады, Лениногорского ПМК; Берёза, Вениамин Григорьевич, зам. председателя СНХ Казахской ССР; Мусин, Алихан Чужебаевич, директор, Джакупбаев, Алай Нуспекович, руководитель отделения ИГД АН Казахской ССР; Травников, Алексей Степанович, гл. инженер Зыряновского свинцового комбината, — за разработку и внедрение системы принудительного блокового обрушения на рудниках Лениногорского ПМК
8. Вейгель, Пауль Рейнхольдович, гл. инженер завода ЖБИ треста «Таллинстрой»; Гайдук, Александр Константинович, управляющий, Гладковский, Тимофей Константинович, нач. Илюхин, Иван Михайлович, рабочий экспериментального цеха ЦЛС треста «Челябметаллургстрой»; Лозовский, Юрий Иванович, доцент Львовского ГПИ; Марченко, Александр Александрович, и. о. руководителя Уральского филиала АСиА СССР; Рискинд, Борис Яковлевич, и. о. руководителя, Масленников, Валентин Николаевич, и. о. гл. инженера лаборатории ЖБК того же филиала; Мкртумян, Армен Карапетович, руководитель отдела НИИЭП АСА СССР; Ратц, Эммануил Генрихович, зав. лабораторией СЖБК НИИ Главмоспростройматериалов, — за разработку и внедрение в производство новой технологии натяжений арматуры (с помощью электронагрева) предварительно напряжённых ЖБК для промышленного и гражданского строительств
9. Агабальянц, Георгий Герасимович, профессор, Мержаниан, Артемий Арутюнович, доцент Краснодарского ИПП; Брусиловский, Сергей Алексеевич, директор—гл. инженер МЗШВ, — за разработку и внедрение в промышленность биохимического и физико-химического метода производства шампанского в непрерывном потоке с автоматизацией технологического процесса

### В закрытой части постановления
- Алфёров, Владимир Иванович, физик-атомщик
- Бахрах, Лев Давидович, физик, Пистолькорс, Александр Александрович, радиотехник
- Бочвар, Андрей Анатольевич, металловед
- Верещагин, Леонид Фёдорович, физик
- Виноградов, Александр Павлович, геохимик
- Гельфанд, Израиль Моисеевич, Марчук, Гурий Иванович, математики
- Гецкин, Лев Соломонович, металлург, — за работы в области развития металлургии
- Емельянов, Иван Яковлевич, энергетик
- Кочарянц, Самвел Григорьевич, Петров, Николай Александрович физики-атомщики — за разработку новых технологических процессов и освоение в производстве новых образцов ядерных зарядов; Хаймович Илья Абрамович за создание стенда для наземного испытания автоматики боевых блоков ядерной боевой части
- Куликов Николай Васильевич, физик, — за разработку двигателей атомного ледокола «Ленин».
- Меерсон, Григорий Абрамович, Сажин, Николай Петрович, металлурги
- Миллионщиков, Михаил Дмитриевич, физик, В. И. Сергеев, Х. А. Муринсон (оба — ОКБ ЛКЗ), Е. М. Каменев, К. В. Глинский, Б. С. Чистов (все — ИАЭ), М. Л. Райхман, П. А. Халилеев, И. А. Шмаков (все — УЭХК).[4] «За разработку и освоение центрифужного метода разделения изотопов урана»[5] (в дипломе лауреата указано «За научные труды в области физических наук»[6]).
- Никольский, Борис Петрович, физико-химик
- Олейник, Алексей Григорьевич
- Рощин, Владимир Фёдорович, доктор технических наук, профессор, заслуженный деятель науки и техники РСФСР, организатор производства ракетно-космической техники, член Экспертного совета ВАК СССР.
- Соколов, Юрий Ионович — за усовершенствование методов производства в области машиностроения
- Микаэлян, Андрей Леонович, физик
- Бюшгенс, Георгий Сергеевич, механик; Струминский, Владимир Васильевич, Серебрийский, Яков Моисеевич, Красильщиков, Пётр Петрович, учёные в области аэродинамики
- В 1961 г. за разработку и внедрение специальной техники удостоены звания лауреатов Ленинской премии А. Я. Мальский, С. А. Жуков, В. С. Колегов, К. А. Дворкин, Н. Н. Литвинов, А. Ф. Петрусевич, Л. А. Нечкин, А. Е. Романченко, Г. А. Якимов.

### В области литературы, журналистики и публицистики и искусства
1. Прокофьев, Александр Андреевич — за книгу стихов «Приглашение к путешествию» (1960)
2. Стельмах, Михаил Афанасьевич — за трилогию: «Хлеб и соль» (1959), «Кровь людская — не водица» (1957), «Большая родня» (1949—1950)
3. Твардовский, Александр Трифонович — за поэму «За далью — даль» (1960)
4. Смуул Иоханнес Юрьевич — за антарктический путевой дневник «Ледовая книга» (1958)
5. Чухрай, Григорий Наумович, автор сценария и режиссёр; Ежов, Валентин Иванович, автор сценария, — за фильм «Баллада о солдате» (1959) производства киностудии «Мосфильм»
6. Пашенная, Вера Николаевна — за исполнение заглавной роли в спектакле «Васса Железнова» М. Горького и роли хозяйки Нискавуори в спектакле «Каменное гнездо» Х. Вуолийоки (1957) на сцене ГАМТ
7. Мравинский, Евгений Александрович, дирижёр, — за концертно-исполнительскую деятельность
8. Рихтер, Святослав Теофилович, пианист, — за концертно-исполнительскую деятельность
9. Пророков, Борис Иванович — за серию рисунков «Это не должно повториться» (1958—1959)
10. Сарьян, Мартирос Сергеевич — за цикл картин «Моя Родина»: «Армения» (1923), «Колхоз села Кариндж в горах Туманяна» (1952), «Сбор хлопка в Араратской долине» (1949), «Лалвар» (1952), «Араратская долина из Двина», «Арарат из Двина» (1952), «Бюракан»

## 1962

### В области науки

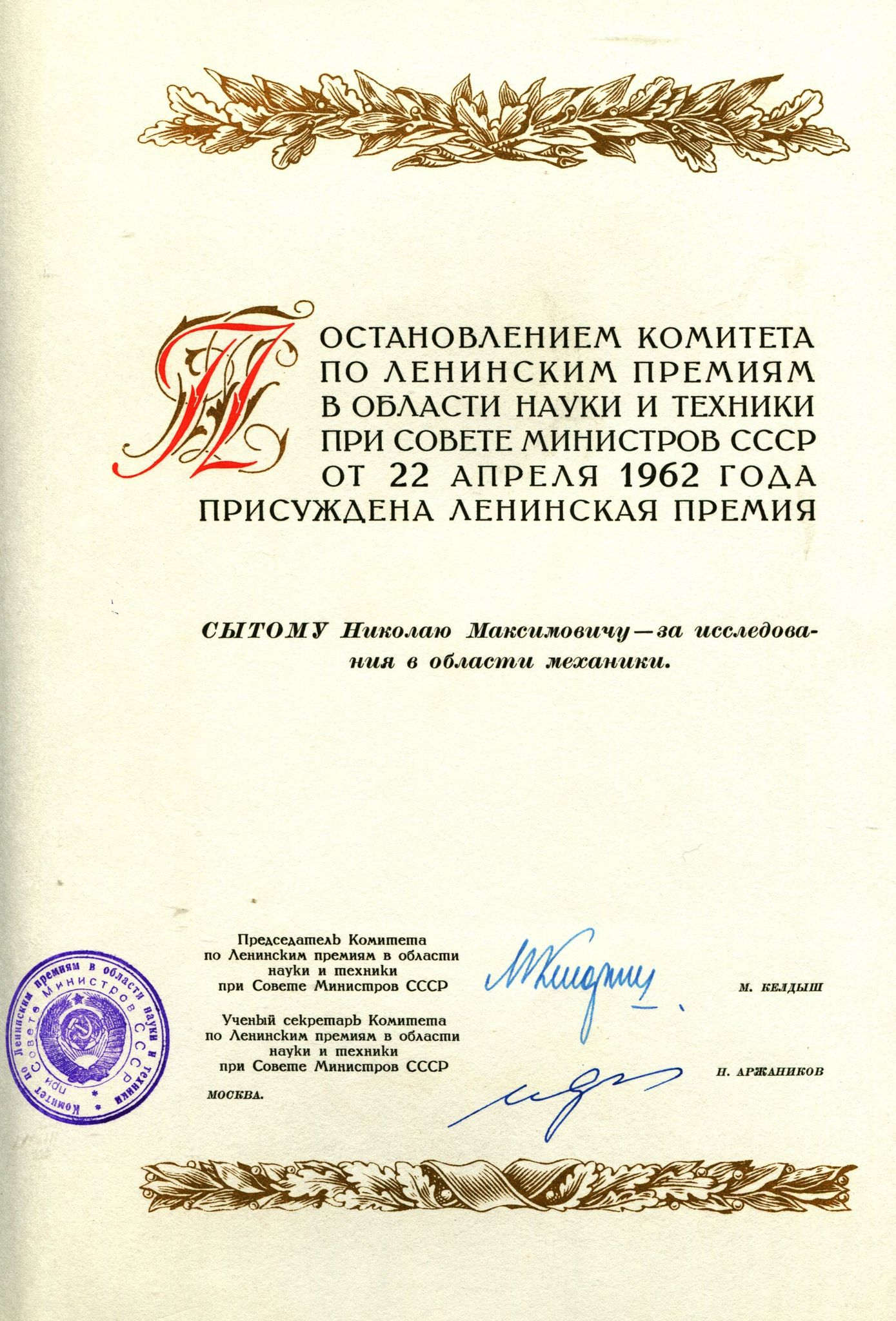
Диплом лауреата Ленинской премии

1. Ландау, Лев Давидович; Лифшиц, Евгений Михайлович, ст. н. с. ИФПАН, — за серию книг по теоретической физике: «Механика», «Теория поля», «Квантовая механика», «Статистическая физика», «Механика сплошных сред», «Электродинамика сплошных сред» (1941—1960)
2. Левитан, Борис Моисеевич, профессор МГУ имени М. В. Ломоносова; Марченко, Владимир Александрович, ч.-к. АН УССР, зав. отделом ФТИНТ АН УССР, — за цикл работ по обратным задачам спектрального анализа дифференциальных операторов
3. Погорелов, Алексей Васильевич, ч.-к. АН СССР, зав. отделом ФТИНТ АН УССР, — за исследования по геометрии «в целом»
4. Понтрягин, Лев Семёнович, руководитель работы, Болтянский, Владимир Григорьевич, Гамкрелидзе, Реваз Валерианович, Мищенко, Евгений Фролович, сотрудники МИАН имени В. А. Стеклова, — за цикл работ по обыкновенным дифференциальным уравнениям и их приложениям к теории оптимального управления и теории колебаний (1956—1961)
5. Полканов, Александр Алексеевич, директор, Герлинг, Эрих Карлович, ст. н. с. Лаборатории геологии докембрия АН УССР, — за открытие и разработку калий-аргонового метода определения абсолютного возраста геологических формаций
6. Невский, Николай Александрович (посмертно) — за научный труд «Тангутская филология» (1960)
7. Сытый Николай Максимович — за исследования в области механики

### В области техники
1. Алексеев, Ростислав Евгеньевич, руководитель работы, гл. конструктор, Зайцев, Николай Алексеевич, зам. гл. конструктора, Зобнин, Болеслав Александрович, Шапкин, Иван Михайлович, нач. отделов, Маскалик, Александр Исаакович, Сушин, Григорий Васильевич, нач. секторов, сотрудники ЦКБ судов на подводных крыльях завода «Красное Сормово» имени А. А. Жданова; Полуэктов, Виктор Григорьевич, капитан теплохода «Спутник» Волжского ОРП, — за создание скоростных пассажирских речных судов на подводных крыльях
2. Андрюхин, Николай Петрович, ст. мастер цеха, Геворкян, Гурген Мнацаканович, зам. нач. цеха, Гомелаури, Николай Георгиевич, бывший директор, Грушецкий, Константин Станиславович, пом. нач. цеха, Жордания, Ираклий Сергеевич, зам. нач. цеха, Малышев, Сергей Иванович, гл. инженер, Церетели, Павел Александрович, Шалыгин, Дмитрий Александрович, нач. цеха, Шарадзенидзе, Соломон Автандилович, директор, работники Закавказского МЗ, — за механизацию и автоматизацию трубопрокатного агрегата «400» ЗМЗ
3. Азарьев, Дмитрий Иванович, нач. сектора, Рокотян, Сергей Сергеевич, гл. инженер отделения, сотрудники ВГПИ «Теплоэлектропроект»; Ачкасов, Дмитрий Иванович, нач. Главвостокэлектросетьстроя; Бургсдорф, Владимир Владимирович, зав. лабораторией ВНИИЭ; Вершков, Виталий Александрович, гл. инженер управления эксплуатации электросетей 500 кВ; Масютин, Иван Фёдорович, бригадир механизированной колонны № 33 треста «Мосстройэлектропередач»; Сиротинский, Леонид Иванович, ст. н. с. ВЭТИ имени В. И. Ленина; Филимончук, Иван Иванович, нач. ГУ по строительству ЛЭП, — за создание ЛЭП 500 кВ переменного тока
4. Акопян, Артавазд Арменакович, Буткевич, Георгий Владимирович, Панов, Алексей Васильевич, Цейров, Евгений Мильевич, нач. лабораторий, Бирюков, Валентин Гаврилович, зам. директора, Сапожников, Александр Владимирович, ст. н. с., сотрудники ВЭТИ имени В. И. Ленина; Афанасьев, Василий Владимирович, бывший гл. конструктор завода «Электроаппарат» ЛСНХ; Белков, Борис Владимирович, гл. конструктор по высоковольтной аппаратуре завода «Уралэлектроапарат»; Воеводин, Иван Дементьевич, гл. конструктор, Калиниченко, Игорь Семёнович, бывший гл. конструктор, Френкель, Вольф Юдович, нач. бюро Запорожского трансформаторного завода; Рабинович, Самуил Исаакович, бывший гл. конструктор Московского электрозавода; Фёдоров, Леонид Иванович, инженер СКБ Московского завода «Изолятор», — за создание комплекса высоковольтного оборудования на напряжение 500 кВ переменного тока
5. Чиженко, Иван Миронович, руководитель работы, проректор, Немировский, Абрам Шлемович, ст. н. с. КПИ; Каганов, Израиль Львович, профессор МЭИ; Рущук, Владимир Иванович, гл. инженер; Дроботенко, Александр Александрович, нач. подстанции Днепровского алюминиевого завода; Сербиновский, Георгий Викторович, бывший гл. инженер Инспекции по промышленной энергетике и энергонадзору, — за разработку, исследование и внедрение компенсационных ртутновыпрямительных агрегатов
6. Хрущёв, Александр Андреевич, научный руководитель, Болотников, Игорь Михайлович, Белкин, Борис Григорьевич, ст. н. с. Лаборатории звуковоспроизведения ВНИКФИ; Фурдуев, Вадим Владимирович, руководитель лаборатории НИИСФ АСА СССР; Гордиенко, Николай Тимофеевич, нач. КБ, Кашерининов, Роберт Михайлович, гл. инженер завода «Кинап» Ленинградского СНХ; Пригожин, Анатолий Рахмиэлевич, гл. конструктор проекта ЦКБ МК СССР, — за разработку комплексной системы и комплекта акустического и звукотехнического оборудования больших залов многоцелевого назначения, осуществлённые в КДС
7. Аллабердыев, Байрам, буровой мастер, Бабенко, Константин Кондратьевич, зам. гл. геолога, Денисевич, Владимир Владимирович, гл. геолог объединения «Туркменнефть»; Годин, Юрий Николаевич, академики АН Туркменской ССР; Смолко, Андрей Иосифович, ст. н. с. ВНИГИ; Чунарёв, Николай Пантелеймонович, бывший нач. партии ГСГТ, — за открытие и промышленную оценку крупнейшего Ленинского нефтяного месторождения в Туркменской ССР
8. Бегишев, Файзурахман Арифович, гл. геолог, Васильев, Павел Степанович, гл. инженер, Мингареев, Рафхат Шагимарданович, нач. Управления нефтяной промышленности Татарского СНХ; Иванова, Минадора Макаровна, зам. директора Татарского ННИИ; Крылов, Александр Петрович, ч.-к. АН СССР, директор, Борисов, Юрий Павлович, Бучин, Александр Николаевич, Чопоров, Александр Прокофьевич, руководители лабораторий, Дорохов, Олег Иванович, ст. н. с., Максимов, Михаил Иванович, нач. отдела ВНГНИИ; Каламкаров, Вартан Александрович, нач. отдела Госплана СССР; Шмарев, Алексей Тихонович, бывший председатель Татарского СНХ, — за новую систему разработки нефтяных месторождений с применением внутриконтурного заводнения и её осуществление на крупнейшем в СССР Ромашкинском нефтяном месторождении
9. Адамян, Арам Погосович, гл. инженер Волгоградского КССМ; Боженов, Пётр Иванович, зав. кафедрой ЛИСИ; Волженский, Александр Васильевич, зав. кафедрой МИСИ имени В. В. Куйбышева; Беньяминович, Исаак Моисеевич, гл. инженер треста «Тагилстрой»; Гусаков, Виктор Никанорович, руководитель лаборатории ВНИИНСМ АСА СССР; Мирошниченко, Константин Кириллович, нач. ДСК треста «Луганскхимстрой»; Мочалов, Анатолий Иванович, бывший гл. инженер Московского Краснопресненского КСМ; Цветков, Владимир Петрович, зам. нач. управления строительства Калининского СНХ; Рюютель, Виктор Меланиевич, ст. инженер, Хинт Иоханнес Александрович, зам. директора НИПИ силикальцита СНХ ЭССР, — за разработку и внедрение в строительство сборных деталей и конструкций из силикатного (бесцементного) бетона
10. Бахтин, Анатолий Иванович, нач. монтажного участка, Богдзель, Николай Андреевич, нач. Калинников, Иван Петрович, гл. инженер Мостоотряда № 7; Егоров, Пётр Александрович, нач. управления МКХ РСФСР; Ивашева, Крескентина Константиновна, групповой инженер института «Гипрокоммундортранс», — за сооружение мостового перехода через реку Енисей в Красноярске
11. Посохин, Михаил Васильевич, руководитель работы, гл. архитектор Москвы; Мндоянц, Ашот Ашотович, руководитель архитектурно-проектной мастерской; Львов, Герман Николаевич, гл. инженер, Кондратьев, Александр Никифорович, руководитель сектора, Стамо, Евгений Николаевич, Штеллер, Павел Павлович, гл. архитекторы проектов, работники мастерской по проектированию КДС; Кочетов, Иван Иванович, управляющий трестом Мосстрой № 4, — за проектирование и строительство КДС
12. Силин, Константин Сергеевич, руководитель работы, руководитель отделения, Глотов, Николай Митрофанович, ст. н. с. Карпинский, Валентин Игнатьевич, руководитель лаборатории ВНИИТС; Татарников, Борис Павлович, руководитель группы, Васильев, Леонид Иванович, бывший ст. н. с. НИИМ при ЛИИЖДТ; Грецов, Алексей Петрович, нач. Мостоотряда; Карели, Лев Георгиевич, Соловьёв, Георгий Петрович, нач. мостопоездов Главмосстроя; Дулеев, Виктор Сергеевич, гл. инженер проектов Лентрансмоспроекта; Костин, Дмитрий Григорьевич, гл. инженер проектов ЦПКБ Мостотреста; Прохоров, Александр Дмитриевич, гл. инженер Люберецкого РМЗ; Руденко, Михаил Сергеевич, нач. ЦПКБ Мостотреста; Чежин, Владимир Александрович, гл. инженер Мостостроительного управления МТС СССР, — за разработку и внедрение в строительство бескессонных фундаментов глубокого заложения из сборного железобетона
13. Мацепуро, Михаил Ефремович, академик АН БССР, директор ЦНИИМЭСХ нечернозёмной зоны СССР, — за разработку и внедрение в с/х производство высокоэффективной технологии механизированного освоения заболоченных и закустаренных земель
14. Шамов, Владимир Николаевич, Юдин, Сергей Сергеевич (посмертно) — за разработку и внедрение в практику метода заготовки и использования фибринолизной крови
15. Лаврентьев Михаил Михайлович, математик; Дерибас, Андрей Андреевич; Мигиренко, Георгий Сергеевич, доктор техн. наук, контр-адмирал; Кузнецов Владимир Михайлович; Якимов, Юрий Львович — за коллективную монографию по шнуровым зарядам.
16. Березняк, Александр Яковлевич, авиаконструктор, Юхнин, Евгений Иванович, главный конструктор катеров, Городянко А.П, заместитель главного конструктора, руководители работ: по РЛС «Рангоут» — В. А. Кучеров, по ПУС «Клён» — Машков А. А., по АПК — Павлов Я. И., главный наблюдающий Дмитриев В. В., ответственный сдатчик Мартынычев Н. И., начальник отдела ЦКБ-5 Гусев В. П — за создание первых в мире ракетных катеров проектов 183Р и 205[7]

### В закрытой части постановления
- Альтшулер, Лев Владимирович, Гребенщикова, Вера Ильинична, Гуревич, Анна Моисеевна, Парамонова, Валентина Ивановна, Посвольский, Михаил Владимирович, Пушленков, Михаил Фёдорович, Садовский, Михаил Александрович, физики
- Антонов, Олег Константинович, Шахатуни, Елизавета Аветовна, Белолипецкий, Алексей Яковлевич, авиаконструкторы
- Богословский, Игорь Владимирович, за участие в разработке головной части баллистической ракеты
- Векшинский, Сергей Аркадьевич, конструктор электронных приборов
- Виноградов, Александр Павлович, геохимик (по другим данным, премия присуждена в 1965 году)
- Гальперин, Марк Нафтальевич, конструктор ракетной техники, за создание ракеты П-15 для ВМФ СССР
- Гончаров, Герман Арсеньевич, за работы по конструированию термоядерного оружия
- Микоян, Артём Иванович, авиаконструктор
- (?) Ерлыкин, Иван Иванович, конструктор, кораблестроитель, — за создание судов на подводных крыльях
- Займовский, Александр Семёнович, металловед
- Давыдов, Борис Эммануилович, Каргин, Валентин Алексеевич, Кренцель, Борис Абрамович, Никифоров, Александр Сергеевич, Топчиев, Александр Васильевич, химики
- Козловский, Евгений Александрович, геолог
- Кошкин, Лев Николаевич, инженер
- Лозино-Лозинский, Глеб Евгеньевич, конструктор космической техники
- Михайлов, Геннадий Алексеевич, Самарский, Александр Андреевич, математики
- Музруков, Борис Глебович, разработчик военной техники
- Павлов, Николай Иванович, физик-атомщик
- Сурский, Олег Константинович, физик, основоположник направления в диагностике плотной термоядерной плазмы, за работу в области приборостроения
- Ткачёв, Фёдор Дмитриевич, учёный в области авиации и космоса, конструктор парашютных систем, за создание системы приземления космонавта ПСПК-1 космического корабля «Восток-1»
- Трощиев, Виталий Ефимович
- Чернышёв, Владимир Константинович, физик, разработчик магнитокумулятивных взрывных генераторов.

### В области литературы и искусства

#### В области литературы
1. Бровка (Петрусь) Пётр Устинович — за книгу стихов «А дни идут…» (1961)
2. Межелайтис Эдуардас Беньяминович — за книгу стихов «Человек» (1961)
3. Чуковский, Корней Иванович (Корнейчуков Николай Васильевич) — за книгу «Мастерство Некрасова» (1952)

#### В области искусства
1. Гилельс, Эмиль Григорьевич, пианист, — за концертно-исполнительскую деятельность
2. Кербель, Лев Ефимович — за памятник К. Марксу в Москве (1961)
3. Фаворский, Владимир Андреевич — за иллюстрации к классическим произведениям русской литературы («Слово о полку Игореве», «Борис Годунов» и «Маленькие трагедии» А. С. Пушкина)

## 1963

### В области науки
1. Молоденский, Михаил Сергеевич, ч.-к. АН СССР, ст. н. с. ИФЗАН имени О. Ю. Шмидта, — за создание метода определения гравитационного поля, фигуры Земли и теории земных приливов
2. Понтекорво, Бруно Максимович, ч.-к. АН СССР, руководитель группы ОИЯИ, — за экспериментальные и теоретические исследования физики нейтрино и слабых взаимодействий
3. Векуа, Илья Несторович, ректор НГУ, — за научный труд «Обобщённые аналитические функции» (1959)
4. Андрианов, Кузьма Андрианович, ч.-к. АН СССР, зав. лабораторией ИНЭОСАН, — за исследования в области полимеров с неорганическими главными цепями молекул (1952—1962)
5. Курсанов, Дмитрий Николаевич, ч.-к. АН СССР, зав. лабораторией, Вольпин, Марк Ефимович, ст. н. с. ИНЭОСАН, — за исследования новых небензоидных ароматических систем (1957—1962)
6. Крупнов, Евгений Игнатьевич, ст. н. с. ИААН, — за научный труд «Древняя история Северного Кавказа» (1960)
7. Варга, Евгений Самуилович — за научную разработку проблем современного капитализма, изложенную в книгах: «Основные вопросы экономики и политики империализма (после Второй мировой войны)» (1957), «Капитализм XX века» (1961), «Современный капитализм и экономические кризисы» (1962) и других работах
8. Леонтьев, Алексей Николаевич, д. ч. АПН РСФСР, зав. кафедрой МГУ имени М. В. Ломоносова, — за научный труд «Проблемы развития психики» (1959)
9. Петров Николай Николаевич, ч.-к. АН СССР, научный консультант ИО АМН СССР, — за цикл работ, посвящённых вопросам экспериментальной и клинической онкологии, опубликованных в книгах: «Динамика возникновения и развития злокачественного роста в эксперименте на обезьянах» (1951), «Руководство по общей онкологии» (1958, 1961), «Злокачественные опухоли» (тт. 1—3, 1947—1962)
10. Попов, Виктор Васильевич — За открытие и ускоренную разведку крупных месторождений (1963).

### В области техники
1. Зуев, Виктор Павлович, руководитель работы, нач. отдела, Саулина, Варвара Васильевна, руководитель группы НИИШП; Глыбин, Альберт Павлович, нач. отдела Кудиновского сажевого завода; Иков, Андрей Константинович, бывший гл. инженер проектов сажевых заводов ИППРП; Кельн, Артур Робертович, гл. инженер, Серебряков, Константин Фёдорович, бывший гл. инженер Омского сажевого завода; Суровикин, Виталий Фёдорович, гл. конструктор НИКТИШП; Теснер, Павел Александрович, нач. отдела ВНИИПГ, — за разработку процесса и промышленной технологии получения печной активной высокодисперсной сажи ПМ-70 из жидких углеводородов
2. Бутырин, Александр Степанович, Яковлев, Анатолий Михайлович, нач. бюро, Гринберг, Марк Иосифович (посмертно), Гродский, Олег Георгиевич, руководитель группы, Долинский, Эммануил Давидович, нач. цеха, Левин, Арон Вульфович, нач. отдела, Спиридонов, Константин Алексеевич, зам. гл. конструктора, Чижик, Александр Игнатьевич, нач. ЦЛ, работники ЛМЗ имени XXII съезда КПСС; Кватер, Иосиф Шоломович, гл. металлург УЗТМ, — за создание паровой турбины ПВК-200-130 мощностью 200 000 кВт на параметры 130 ата, 565 °С с промежуточным перегревом до 565 °С
3. Любавский, Константин Васильевич, зав. лабораторией, Новожилов, Николай Михайлович, ст. н. с. ЦНИИТиМ; Дудко, Даниил Андреевич, зам. директора, Потапьевский, Аркадий Григорьевич, ст. н. с. ИЭС имени Е. О. Патона АН УССР; Петров, Александр Васильевич, ст. н. с. НИИАТ; Акулов, Александр Иванович, доцент МВТУ имени Н. Э. Баумана; Вычегжанин, Арсений Антонович, гл. сварщик, Заботин, Всеволод Фёдорович, директор ХССЗ, — за разработку и внедрение в промышленность нового процесса автоматической и полуавтоматической сварки в углекислом газе плавящим электродом
4. Буров, Алексей Степанович, нач. бюро, Гуревич, Азриель Ефимович, Маскилейсон, Анатолий Моисеевич, нач. отделов, сотрудники ВНИПКИММ; Матвеев, Юрий Михайлович, зам. гл. инженера ГСИПМЗ; Каган, Наум Иосифович, зам. нач. цеха, Осадчий, Яков Павлович, директор, Усачёв, Игорь Михайлович, нач. цеха ЧТПЗ; Бибиков, Пётр Васильевич, руководитель группы, Верник, Александр Борисович, гл. инженер ЭЗТМ, — за создание типового высокоскоростного агрегата непрерывной печной сварки труб
5. Бахшиян, Цолак Аршавирович, руководитель работы, нач. отдела, Баклашов, Василий Евдокимович, гл. инженер проекта, Вихман, Георгий Львович, гл. конструктор, Ушакевич, Михаил Михайлович, нач. лаборатории, сотрудники ГНИПИНМ; Иванюков, Демид Васильевич, директор Московского НПЗ; Равич, Марк Борисович, профессор ВЗЭИ, — за разработку и внедрение трубчатых печей беспламенного горения с излучающими стенами из панельных горелок
6. Байбаков, Николай Константинович, председатель, Брагин, Виктор Алексеевич, нач. управления, Волик, Алексей Лукич, нач. отдела, Задов, Александр Григорьевич, зам. председателя, Караев, Али-Овсат Керимович, зам. нач. управления бывшего Краснодарского СНХ; Анисимов, Александр Михайлович, гл. инженер треста «Краснодарнефтеразведка»; Арутюнов, Алексей Иванович, гл. специалист ГКТП при Госплане СССР; Барабанов, Павел Иванович, бывший гл. инженер проекта института «Краснодарнефтепроект»; Дубовицкий, Василий Яковлевич, нач. сектора ИЭС имени Е. О. Патона АН УССР; Сидоров, Николай Александрович, зав. лабораторией Краснодарского филиала ВНИНГИ, — за комплексное решение проблемы бурения и эксплуатации газовых и газоконденсатных месторождений
7. Медовар, Борис Израилевич, зав. лабораторией, Латаш, Юрий Вадимович, Максимович, Болеслав Иванович, н. с. ИЭС имени Е. О. Патона АН УССР; Шульте, Юрий Августович, профессор ЗМСИ; Култыгин, Василий Семёнович, гл. инженер завода «Электросталь»; Менушенков, Павел Павлович, директор ЗМЗ; Трегубенко, Александр Фёдорович, директор завода «Днепроспецсталь» имени А. Н. Кузьмина, — за разработку и внедрение в промышленность принципиально нового высокоэффективного способа повышения качества специальных сталей и сплавов — электрошлакового переплава расходуемых электродов в металлической водоохлаждаемой изложнице (кристаллизаторе)
8. Гаркавый, Прокофий Фомич, зав. отделом ВСГИ имени Т. Д. Лысенко; Мамонтова, Валентина Николаевна, зав. лабораторией НИИСХ Юго-Востока; Ремесло, Василий Николаевич, зам. директора Мироновской СОС имени В. Ф. Старченко, — за выведение высокоурожайных сортов озимой и яровой пшеницы, озимого и ярового ячменя
9. Соколов Борис Павлович, зав. отделом ВНИИК; Хаджинов, Михаил Иванович, зав. отделом Краснодарского НИИСХ; Галеев, Гайфутдин Салахутдинович, зав. отделом Кубанской ОС ВИР; Мусийко, Александр Самсонович, директор ВСГИ имени Т. Д. Лысенко; Козубенко, Василий Евсеевич, зав. лабораторией УНИИРСГ имени В. Я. Юрьева, — за создание высокоурожайных гибридов и сортов кукурузы и перевод их семеноводства на стерильную основу
10. Смородинцев, Анатолий Александрович, ч.-к. АМН СССР, зав. отделом ИЭМ АМН СССР; Чумаков, Михаил Петрович, д. с. АМН СССР, директор ИПВЭ АМН СССР, — за научную разработку, организацию массового производства и внедрение в медицинскую практику живой противополиомиелитной вакцины

### В закрытой части постановления
- Матвеевский, Сергей Феофанович, Шабанов, Виталий Михайлович, Рапопорт, Илья Григорьевич, Смирнов, Вениамин Иванович, Амромин, Арон Наумович, Кандауров, Евгений Васильевич, Молошок, Лев Моисеевич, Пивко, Григорий Исаакович; Надашкевич, Александр Васильевич, Меерсон, Залман Мовшевич, конструкторы ОКБ А. Н. Туполева; Гуревич, Михаил Иосифович, Назаров, Леонид Фёдорович, конструкторы ОКБ А. И. Микояна — за разработку ракетоносных систем К-10, К-11, К-16 и К-20, способных поражать точечные подвижные морские и наземные цели, а также радиолокационные станции ПВО и ПРО с больших расстояний
- Грушин, Пётр Дмитриевич, генеральный конструктор ОКБ-2; Котов, Владимир Семёнович, Гузиков, Александр Матвеевич, конструкторы ОКБ-2 — за разработку зенитных комплексов: наземного С-125 и морского М-1
- Аврорин, Евгений Николаевич, Павленко, Владимир Антонович, Порай-Кошиц, Евгений Александрович, физики
- Горынин, Игорь Васильевич, Китайгородский, Исаак Ильич, химики
- Елькин, Александр Ефимович, оптик, — за разработку астронавигационного комплекса для подводных лодок
- Зернов, Павел Михайлович, заместитель министра среднего машиностроения СССР
- Игнатьев Игорь Александрович, конструктор корабельных радиолокационных систем
- Есин, Павел Алексеевич, Зысин, Юрий Аронович, Лебедев Владимир Сергеевич, Мохов, Владислав Николаевич, физики — за разработку зарядов большой мощности (в составе коллектива награждённых сотрудников ВНИИЭФ и ВНИИП)[8]
- Фармаковский, Сергей Фёдорович, инженер-конструктор
- Фридляндер, Иосиф Наумович (ВИАМ), Е. И. Кутайцева (ВИАМ), А. Е. Семёнов (ВИАМ), К. Н. Михайлов (КУМЗ), В. И. Баранчиков (КУМЗ), Ф. И. Квасов (Минавиапром), Ю. М. Понагайбо (ВИЛС), И. И. Гурьев (ВИЛС) за «За разработку сверхпрочного сплава В96Ц»[9] для центрифуг[4],[10].

### В области литературы и искусства
1. Айтматов, Чингиз Торекулович — за «Повести гор и степей» («Джамиля», «Тополёк мой в красной косынке», «Верблюжий глаз», «Первый учитель»)
2. Гамзатов, Расул Гамзатович — за книгу стихов «Высокие звёзды» (1962)
3. Йокубонис Гедиминас Альбино — за памятник жертвам фашизма в деревне Пирчюпис Литовской ССР
4. Корин, Павел Дмитриевич — за портреты современников: М. С. Сарьяна, Р. Н. Симонова, Кукрыниксов, Р. Гуттузо
5. Маршак, Самуил Яковлевич — за книгу стихов «Избранная лирика» (1962) и книги для детей «Тихая сказка», «Большой карман», «Приключение в дороге», «Угомон», «От одного до десяти», «Вакса-клякса», «Кто колечко найдёт», «Весёлое путешествие от А до Я»

## 1964

### В области науки
1. Вул, Бенцион Моисеевич, ч.-к. АН СССР, зав. лабораторией, Крохин, Олег Николаевич, Попов, Юрий Михайлович, Шотов, Алексей Петрович, н. с. ФИАН имени П. Н. Лебедева; Наследов, Дмитрий Николаевич, Рывкин, Соломон Меерович, зав. лабораториями, Рогачёв, Александр Александрович, Царенков, Борис Васильевич, н. с. ФТИАН имени А. Ф. Иоффе, — за фундаментальные исследования, приведшие к созданию полупроводниковых квантовых генераторов
2. Котельников, Владимир Александрович, руководитель работы, директор, Кислик, Михаил Дмитриевич, ст. н. с., Дубровин, Владимир Максимович, Морозов, Владимир Александрович, Петров, Геннадий Михайлович, Ржига, Олег Николаевич, Шаховской, Анатолий Михайлович, н. с. ИРЭАН; Минашин, Владимир Павлович, нач. лаборатории ГНИИ МС СССР, — за радиолокационные исследования планет Венера, Меркурий и Марс
3. Глушков, Виктор Михайлович, директор ИК АН УССР, — за цикл работ по теории цифровых автоматов (1960—1962)
4. Мальцев, Анатолий Иванович, зав. отделом ИМ СОАН, — за цикл работ по приложениям математической логики к алгебре и теории моделей (1954—1963)
5. Зенкович, Всеволод Павлович, зав. отделом ИОАН, — за научный труд «Основы учения о развитии морских берегов» (1962)
6. Перфильев, Борис Васильевич, ст. н. с., Габе, Дина Руфиновна, мл. н. с. бывшей ЛГП имени Ф. П. Саваренского, — за научный труд «Капиллярные методы изучения микроорганизмов» (1961)
7. Ульянищев, Валерий Иванович, зав. отделом ИБ АН АзССР, — за научный труд в 3 томах «Микрофлора Азербайджана» (1952—1962)
8. Пейве, Ян Вольдемарович, ч.-к. АН СССР, зав. лабораторией ИБ АН Латвийской ССР; Берзин, Ян Матвеевич, академик АН Латвийской ССР, зав. кафедрой Латвийской СХА; Ковальский, Виктор Владиславович, зав. лабораторией ИГАХАН имени В. И. Вернадского, — за научные исследования биологической роли микроэлементов и их применение в сельском хозяйстве
9. Давыдовский, Ипполит Васильевич, д. ч. АМН СССР, зав. лабораторией ИМЧ АМН СССР, — за научные труды: «Патологическая анатомия и патогенез болезней человека» (т. 1, 1956; т. 2, 1958) и «Общая патология человека» (1961)
10. Коломийченко, Алексей Исидорович, директор НИИ оториноларингологии МЗ УССР; Никитина, Валентина Фёдоровна, мл. н. с., Преображенский, Николай Александрович, зам. директора ГНИИ оториноларингологии МЗ РСФСР; Хечинашвили, Семён Николаевич, зав. кафедрой ТбГИУВ; Хилов, Константин Львович, нач. кафедры ВМА имени С. М. Кирова, — за усовершенствование и широкое внедрение в лечебную практику операций по восстановлению слуха у больных отосклерозом
11. Туракулов, Ялкин Халматович, ч.-к. АН УзССР; Исламбеков, Раджаб Капланович, зав. лабораториями УзИКМ АМН СССР, — за биохимические и клинико-морфологические исследования щитовидной железы в норме при тиреоидной патологии и радиойодтерапии (1959—1963)
12. Хитров, Фёдор Михайлович, зав. отделом ЦНИИС, — за научный труд «Дефекты и рубцовые заращения глотки, шейного отдела пищевода, гортани, трахеи и методика их устранения» (1963)
13. Прийма, Фёдор Яковлевич, ст. н. с. ИРЛАН («Пушкинский дом»), автор книги «Шевченко и русская литература XIX века» (1961); Кирилюк, Евгений Прохорович, ч.-к. АН УССР, зав. сектором ИЛ имени Т. Г. Шевченко АН УССР, автор книги «Т. Г. Шевченко. Життя i творчість» (1959); Шаблиовский, Евгений Степанович, ч.-к. АН УССР, ст. н. с. ИЛ имени Т. Г. Шевченко АН УССР; автор книги «Т. Г. Шевченко и русские революционные демократы» (1962); Назаренко, Иван Дмитриевич, директор ИИП ЦК КП Украины, автор книги «Общественно-политические, философские и атеистические взгляды Т. Г. Шевченко» (1961); Новиков, Михаил Иванович, профессор кафедры философии АН СССР, автор книги «Общественно-политические и философские взгляды Т. Г. Шевченко» (1961), — за цикл теоретических исследований литературного, исторического и философского наследия Т. Г. Шевченко

### В области техники
1. Вороничев, Николай Максимович, руководитель работы, нач., Булаев, Владимир Васильевич, Корчин, Михаил Иванович, гл. конструкторы проекта, Кунин, Михаил Алексеевич, нач. отдела, Крыленко, Василий Владимирович, ведущий конструктор по электрооборудованию, работники 1-го СКБ агрегатных станков и автоматических линий МГСНХ; Степашкин, Семён Михайлович, гл. технолог ЗИЛ; Творогов, Виталий Васильевич, нач. цеха, Ершов, Николай Савельевич, ст. наладчик МССЗ имени С. Орджоникидзе, — за комплексную автоматизацию механической обработки корпусных деталей двигателей в автомобильной и тракторной промышленности СССР
2. Целиков, Александр Иванович, руководитель работы, ч.-к. АН СССР, директор, Казанская, Инна Ивановна, зав. лабораторией, Левин, Евгений Ильич, бывший нач. лаборатории, Милютин, Серафим Порфирьевич, нач. отдела, Панфилов, Михаил Григорьевич, руководитель группы, Романчиков, Борис Фёдорович, нач. отдела, сотрудники ВНИПКИММ; Гречкин, Никифор Андреевич, нач. цеха МЗ имени Ф. Э. Дзержинского, — за создание и внедрение новой техноологии и комплекса станов для прокатки круглых периодических профилей
3. Айзерман, Марк Аронович, руководитель отдела, Берендс, Татьяна Константиновна, Ефремова, Тамара Константиновна, ст. инженеры, Тагаевская, Агния Аркадьевна, мл. н. с., Таль, Алексей Алексеевич, зав. лабораторией ИАТ ГК по приборостроению, средствам автоматизации и системам управления при Госплане СССР и АН СССР; Атлас, Пётр Матвеевич, гл. конструктор, Бенедиктов, Павел Павлович, директор завода «Тизприбор» МГСНХ, — за создание и внедрение унифицированной системы элементов промышленной пневмоавтоматики (УСЭППА)
4. Буйволов, Александр Васильевич, нач. управления электропромышленности Волго-Вятского СНХ; Володин, Сергей Леонтьевич, ст. мастер управления эксплуатации электросетей напряжением 500 кВ, Федосеев Алексей Михайлович, нач. отдела, Ермоленко, Виктор Михайлович, Петров, Сергей Яковлевич, гл. инженеры проекта института «Энергосетьпроект»; Мельников, Михаил Фёдорович, зам. нач. службы релейной защиты, автоматики и телемеханики объединённого диспетчерского управления Единой энергосистемой Европейской части СССР; Микуцкий, Генрих Викентьевич, Сапир, Евгений Давыдович, зав. секторами, Царёв Михаил Иванович, зав. лабораторией ВНИИЭ; Чернобровов, Николай Васильевич, зам. гл. инженера Мосэнерго, — за создание комплекса устройств релейной защиты и автоматики дальних ЛЭП сверхвысоких напряжений
5. Агеев, Григорий Кузьмич, бригадир проходчиков шахты Черкасская северная № 2 треста «Ленинуголь»; Бибко, Николай Петрович, бригадир проходчиков Комиссаровского шахтоуправления треста «Коммунарскуголь»; Бойко, Михаил Лукьянович, бригадир проходчиков шахты № 22 имени С. М. Кирова треста «Кировуголь»; Зинченко, Иван Денисович, бригадир сквозной комплексной проходческой бригады шахты имени Е. Т. Абакумова треста «Рутченковуголь»; Кашкарев, Николай Григорьевич, 1-й секретарь Кировского ППК КП Украины; Буйденко, Павел Андреевич, гл. инженер, Чалый, Иван Семёнович, нач. шахтоуправления треста «Кадиевуголь»; Москаленко, Николай Павлович, бригадир проходчиков шахты Замковская № 2; Григорьев, Иван Александрович, управляющий трестом «Лисичанскуголь»; Сморчков, Юрий Петрович, нач. шахты Суходольская № 1 треста «Краснодонуголь»; Деменков, Алексей Александрович, гл. инженер шахты № 3 Нагольчанская треста «Антрацит»; Давыдов, Иван Никитович, бригадир сквозной комплексной бригады проходчиков шахты № 4—9 треста «Шахтёрскантрацит»; Бобырев, Виктор Борисович, нач. шахтоуправления № 2 треста «Красноармейскуголь», — за усовершенствование методов и организацию скоростного прохождения горных выработок на шахтах Луганской области и передовых шахтах Донецкой области
6. Арутюнян, Сурен Михайлович, гл. конструктор, Башков, Александр Ильич, директор, Дьяченко, Константин Иванович, руководитель группы, Литвинов, Георгий Алексеевич, Распопов, Владимир Иванович, гл. конструкторы проекта, Сукач, Александр Давыдович, нач. отдела института «Донгипроуглемаш»; Бочкарёв, Алексей Павлович, Гуржий, Павел Иванович, бригадиры комплексной комбайновой бригады, Михеев, Сергей Владимирович, бывший нач. участка шахты «Комсомолец» треста «Горловскуголь»; Ковтун, Григорий Иванович, директор Горловского МСЗ имени С. М. Кирова; Лякин, Виктор Фёдорович, управляющий трестом «Горловскуголь»; Мамай, Николай Яковлевич, бригадир комплексной комплексной комбайновой бригады шахты Суходольская № 1 треста «Краснодонуголь»; Александров, Сергей Николаевич, бригадир комплексной комбайновой бригады шахты № 4—5 «Никитовка», — за создание и внедрение комбайнов для механизации выемки угля на крутых пластах Донбасса
7. Ансимов, Владимир Владимирович, бывший гл. геофизик, Белкина, Софья Гдальевна, нач. отдела, Быстрицкий, Александр Григорьевич, зам. нач. управления, Ровнин, Лев Иванович, гл. геолог, Савельев, Борис Власович, нач. Сургутской НРЭ, Цибулин, Лев Григорьевич, гл. геофизик, Эрвье, Рауль-Юрий Георгиевич, нач. управления, Юдин, Альберт Григорьевич, гл. геолог Нарыкарской экспедиции, работники Тюменского ГУ; Казаринов, Владимир Пантелеймонович, зав. сектором, Ростовцев, Николай Никитич, директор СибНИИГГМС; Коровин, Михаил Калинкович (посмертно); Наливкин, Василий Дмитриевич, руководитель сектора ВНИГРИ; Осыко, Татьяна Ивановна, нач. отдела ВНИГИ, — за научное обоснование перспектив нефтегазоносности Западно-Сибирской низменности и открытие первого в этой провинции Берёзовского газоносного района
8. Семёнов, Олег Алексеевич, директор, Острин, Григорий Яковлевич, Фролов, Виктор Филиппович, ст. н. с., Самылин, Александр Кузьмич, руководитель лаборатории, Мясоед, Сергей Михайлович, руководитель сектора, Гончаревский, Михаил Семёнович, руководитель отдела, сотрудники УкрНИИ; Шайкевич, Соломон Або-Шойлевич, нач. цеха ПНТЗ; Василенко, Сергей Иосифович, гл. инженер, Седых, Георгий Алексеевич, нач. цеха, Науменко, Григорий Никандрович, зам. нач. НЮТМЗ; Соминский, Зельман Абелевич, гл. инженер Синарского трубного завода, — за создание и внедрение в промышленное производство нового высокопроизводительного процесса изготовления нержавеющих труб способом тёплой прокатки
9. Изаксон, Ханаан Ильич, руководитель работы, гл. конструктор, Горбачёв, Евгений Александрович, зам. нач., Анашкин, Александр Трофимович, Румянцев, Евгений Константинович, Шумаков, Виктор Георгиевич, нач. отделов ГСКБ по зерноуборочным комбайнам и самоходным шасси, Лутай, Николай Владимирович, директор Таганрогского комбайнового завода; Меркулов, Александр Матвеевич, директор, Иванов, Василий Александрович, бывший директор завода «Ростсельмаш»; Коваль, Иван Андреевич, гл. конструктор Харьковского МСЗ «Серп и молот»; Абелев, Носан Шнеурович, бывший нач. управления сельхозмашиностроения СК СНХ; Овчаров, Валериан Иванович, гл. инженер управления автотракторного и сельскохозяйственного машиностроения Харьковского СНХ, — за создание конструкции зерноуборочного комбайна «СК-4» и организацию массового производства на специализированных заводах Таганрогском комбайновом и «Ростсельмаш»

### В закрытой части постановления
- Е. И. Аббакумов, И. С. Бройдо, Ю. В. Вербин[11] (все — ВНИПИЭТ), А. И. Савчук, Р. Г. Ваганов, Н. Ю. Желтковский, Б. C. Пужаев, Е. П. Шубин (все — УЭХК), А. Ф. Белов, Б. А. Сахаров(оба — ВИЛС), В. В. Бахирев — директор ЗИД, И. Я. Елисеев — главный инженер завода Точмаш — за внедрение в народное хозяйство новых методов производства в области машиностроения[4]
- Барабошкин, Виктор Иванович, Топчан, Пётр Петрович, Фирулин, Валентин Константинович, конструкторы гранатомётных комплексов РПГ-7 и СПГ-9
- Калашников, Михаил Тимофеевич, Шавырин, Борис Иванович конструкторы стрелкового оружия
- Бакулин, Юрий Ильич, геолог
- Козловский, Евгений Александрович, геолог, — за открытие и разведку крупнейших месторождений олова
- Красный, Лев Исаакович, геолог
- Назаров, Александр Карпович, конструктор АПЛ проекта 645ЖМТ.
- Непобедимый, Сергей Павлович, учёный в области механики
- Нудельман, Александр Эммануилович, конструктор авиационного вооружения
- Райхман, Оскар Юдкович, Уткин, Владимир Фёдорович, конструкторы космической техники
- Самойлов, Андрей Григорьевич, физико-химик
- Субботин, Валерий Иванович, теплофизик
- Бавыкин, Константин Ефимович, за разработку и освоение в эксплуатации ядерных боеприпасов для торпеды[12]
- Ярославский, Михаил Иосифович, физик
- Соколов, Дмитрий Дмитриевич — за работу по коренному усовершенствованию методов производства в области металлургии урана[13]:299

### В области литературы и искусства

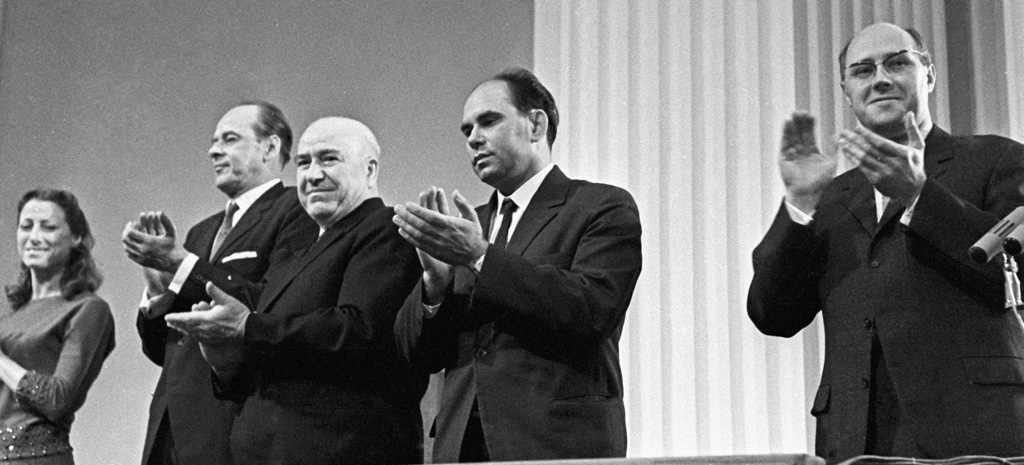
Лауреаты Ленинских премий Майя Плисецкая, Николай Черкасов, Александр Дейнека, Василий Песков и Мстислав Ростропович, 1964 год

В области литературы, журналистики и публицистики
1. Гончар (Олесь) Александр Терентьевич — за роман «Тронка» (1963)
2. Песков, Василий Михайлович — за книгу «Шаги по росе» (1963)

В области искусства
1. Дейнека, Александр Александрович — за комплекс мозаичных работ: «Красногвардеец», «Доярка», «Хорошее утро», «Хоккеисты»
2. Плисецкая, Майя Михайловна — за исполнение партий в балетных спектаклях советского и классического репертуара на сцене ГАБТ
3. Ростропович, Мстислав Леопольдович, виолончелист, — за концертно-исполнительскую деятельность (1961—1963)
4. Черкасов, Николай Константинович — за исполнение роли Фёдора Алексеевича Дронова в художественном фильме «Всё остаётся людям» (1963) производства киностудии «Ленфильм»

## 1965

### В области науки
1. Арнольд, Владимир Игоревич, профессор МГУ имени М. В. Ломоносова, Колмогоров, Андрей Николаевич, академик, заведующий кафедрой того же университета, — за цикл работ по проблеме устойчивости гамильтоновых систем
2. Войцеховский, Богдан Вячеславович, ч.-к. АН СССР, зав. отделом, Солоухин, Рем Иванович, зав. лабораторией ИГ СО АН СССР; Трошин, Яков Кириллович, ст. н. с. ИХФАН, — за исследования детонации в газах
3. Митропольский, Юрий Алексеевич, академик АН УССР, — за цикл работ по теории нелинейных дифференциальных уравнений и теории нелинейных колебаний
4. Раузер-Черноусова, Дагмара Максимилиановна, зав. лабораторией ГИН АН СССР, — за цикл работ по научному основанию и разработке методики детализации стратиграфии верхнего палеозоя на основе развития фораминифер
5. Зенкевич, Лев Александрович, ч.-к. АН СССР, зав. лабораторией ИОАН, — за научный труд «Биология морей СССР» (1963)
6. Павловский, Евгений Никанорович, ст. н. с. — консультант ЗИАН, — за научный труд «Природная очаговость трансмиссивных болезней в связи с ландшафтной эпидемиологией зооантропонозов» (1964)
7. Воронин, Николай Николаевич, зав. отделом ИААН, — за научный труд в 2 томах «Зодчество Северо-Восточной Руси XII—XV веков» (1961, 1962)
8. Канторович, Леонид Витальевич, зам. директора ИМ СОАН; Немчинов, Василий Сергеевич, академик; Новожилов, Виктор Валентинович, профессор ЛИЭИ, — за научную разработку метода линейного программирования и экономических моделей
9. Брюхоненко, Сергей Сергеевич (посмертно) — за научное обоснование и разработку проблемы искусственного кровообращения
10. Корнев, Пётр Георгиевич, д. ч. АМН СССР, научный руководитель ЛНИИХТ МЗ РСФСР, — за научный труд «Хирургия костно-суставного туберкулёза» (1964)
11. Вольфсон, Фёдор Иосифович, Герасимовский, Василий Иванович, Мелков, Вячеслав Гаврилович, Тугаринов, Алексей Иванович, Щербина, Владимир Витальевич — (закрытая тема) за монографию «Основные черты геохимии урана»[14].

### В области техники
1. Андреев, Виктор Иванович, директор, Богорадовский, Геннадий Иосифович, нач. бюро, Бурдин, Александр Андреевич, Кринский, Арнольд Александрович, руководители конструкторских групп, Дубинин, Николай Яковлевич, бригадир, Кузнецов, Леонид Андреевич, гл. конструктор, Рис, Вольдемар Фридрихович, зам. гл. конструктора, Шурупов, Василий Семёнович, гл. технолог Невского МСЗ имени В. И. Ленина, — за разработку конструкции, освоение серийного производства и внедрение в народное хозяйство газотурбинного агрегата ГТ-700-5 с нагнетателем 280-12 для компрессорных станций магистральных газопроводов
2. Барановский, Берко Гершкович, Рац, Василий Георгиевич, нач. бюро, Болотин, Валентин Дмитриевич, нач. отдела, Веденов, Афанасий Григорьевич, гл. металлург, Горячев Александр Дмитриевич, зам. гл. металлурга, Карабчевский, Александр Александрович, гл. механик ЛКЗ; Евсеев, Алексей Сергеевич, гл. металлург, Иванов, Константин Петрович, директор НИИТАП; Игнатьев, Алексей Кириллович, директор, Кутовой, Сергей Владимирович, нач. отдела НИИТСХМ; Барышевский, Леонид Михайлович, гл. металлург завода «Ростсельмаш»; Платонов, Борис Павлович, нач. литейного корпуса ГАЗ, — за разработку, внедрение в производство и создание комплекса прессовых установок и прессовых автоматических линий для изготовления литейных земляных форм методом прессования под высоким давлением
3. Харитонов, Михаил Иванович, зам. председателя СНХ Южно-Казахстанского экономического района, бывший директор, Тараканов, Иван Георгиевич, директор Ачисайского ПМК; Коган, Израиль Шмульевич, нач., Абрамов Николай Иванович, бригадир комплексной бригады, Ерёмин, Борис Фёдорович, гл. инженер, Иванов, Виктор Петрович, механик участка скоростной проходки, Кулеш, Николай Семёнович, бригадир скоростной бригады, Кульманов, Абсан, Нивик, Александр Фёдорович, нач. участков, Малкин, Сергей Харисанович, похожчик, Швец, Николай Савельевич, бригадир проходчиков рудника «Миргалимсай»; Рабиль, Виктор Борисович, гл. инженер Каратауского ГХК, — за разработку и внедрение новых методов скоростного проведения горизонтальных горных выработок
4. Позняков, Владимир Яковлевич, руководитель работы, гл. инженер, Лешке, Георгий Павлович, директор, Борисов, Николай Фёдорович, Рябко, Георгий Тимофеевич, нач. цехов, Жилкин, Владимир Борисович, нач. отделения, Захаров, Михаил Иванович, зам. нач. отдела, Иголкин, Михаил Петрович, мастер, Карапетян, Сурен Карпович, гл. энергетик, Крылов, Анатолий Сергеевич, Попов, Олег Андреевич, технические руководители цехов, Тарасов, Владимир Сергеевич, зам. гл. инженера комбината «Североникель»; Рачинский, Яков Давыдович, гл. инженер проекта института «Гипроникель», — за интенсификацию процессов ии усовершенствование технологии производства никеля и кобальта из сульфидных руд
5. Аскоченский, Александр Николаевич, академик-секретарь отделения гидротехники и мелиорации ВАСХНИЛ; Ефремов, Константин Фёдорович, гл. инженер, Мищенко, Владимир Сергеевич, зам. гл. инженера, Болтенков, Иван Васильевич, гл. инженер проекта, сотрудники института «Туркменгипроводхоз»; Иомудский, Караш, директор ИГ ГГК СССР, Курылёв, Владимир Иванович, директор Каракумского филиала проектного института «Среазгипроводхлопок»; Гельдыев, Атабай Гельдыевич, нач., Захарченко, Владимир Тимофеевич, гл. инженер управления «Каракумстрой»; Власов, Никита Петрович, нач. СМУ «Гидромеханизация»; Чорлиев, Аман, нач. СМУ «Хаузхангидрострой»; Церетели, Константин Евгеньевич, гл. инженер треста «Каракумгидрострой»: Калижнюк, Семён Константинович; Морозов, Александр Тимофеевич, — за сооружение Каракумского канала имени В. И. Ленина в Туркменской ССР
6. Мазлумов, Аведикт Лукьянович, академик ВАСХНИЛ, зав. отделом, Савченко, Никита Андреевич, ст. н. с. ВНИИСС, — за создание высокопродуктивных сортов сахарной свёклы и их внедрение в производство
7. Северин, Гай Ильич, главный конструктор завода № 918; Александров, Юрий Константинович, начальник отдела Лётно-исследовательского института; Нагаев, Юрий Александрович, начальник отдела Лётно-исследовательского института; Мисуркин, Афанасий Фомич, руководитель группы НИИ-6; Кирсанов, Николай Васильевич, начальник бригады ОКБ А. Н. Туполева; Лобанов, Николай Александрович, заместитель начальника НИИ ПДС; Засько, Виктор Михайлович, начальник отдела ОКБ П. О. Сухого; Агроник, Александр Григорьевич, заместитель начальника бригады ОКБ А. И. Микояна; Титков, Константин Александрович, начальник бригады ОКБ А. И. Микояна; Журавлёв, Александр Николаевич, ведущий конструктор ОКБ-133; Картуков, Иван Иванович, главный конструктор завода № 81; Брауде, Анатолий Абрамович, ведущий конструктор завода № 81; Павленко, Андрей Илларионович, ведущий инженер-испытатель ГК НИИ ВВС — за разработку и внедрение в серийное производство всережимных катапультных установок КМ-1, КС-4 и КТ-1

### В закрытой части постановления
- Спасский, Игорь Дмитриевич, учёный-судостроитель, Главный конструктор ЦКБ-18, Хабиев, Мухарбек Дзабегович, инженер-кораблестроитель, Савченко, Иван Михайлович, инженер-механик, Главный инженер Севмашпредприятия — за создание головной АПЛ проекта 658, вооружённой баллистическими ракетами.
- Р. А. Валиев, Л. И. Горшков, К. К. Капустян, В. В. Коляскин, Г. С. Легасов, К. В. Лендзиан, Н. И. Оганов, Я. Л. Фридман, Ф. М. Шумилов, И. А. Шушков — за комплекс работ по совершенствованию систем С-25 и С-75
- С. Д. Колосов, Я. Х. Сорока, Б. А. Гребнев, В. В. Ващиленко[15] — за создание нового образца газотурбинных двигателей (турбины первого поколения М-2, Д-2, М-З) для военных кораблей
- Иванов, Петр  Михайлович — за разработку и промышленное внедрение новых методов химической технологии.
- Вольский, Антон Николаевич, металлург
- Девятков, Николай Дмитриевич, физик
- Зефиров, Алексей Петрович, химик
- Пухов, Виктор Александрович, директор НИИ-229 (НИИхиммаш)
- Рыбаков, Фёдор Максимович, инженер-физик
- Сауков, Александр Александрович (посмертно) — за разработку геолого-геохимического метода поисков месторождений редких металлов
- Черненко, Сергей Кононович, конструктор зенитно-ракетного оружия

### В области литературы и журналистики
1. Завадский, Юрий Александрович, режиссёр; Мордвинов, Николай Дмитриевич, исполнитель роли Евгения Александровича Арбенина,— за спектакль «Маскарад» М. Ю. Лермонтова, поставленный на сцене МАДТ имени Моссовета
2. Коган, Леонид Борисович, скрипач, — за концертно-исполнительскую деятельность (1962—1964)
3. Козинцев Григорий Михайлович (Моисеевич), режиссёр; Смоктуновский, Иннокентий Михайлович, исполнитель заглавной роли, — за художественный фильм «Гамлет» (1964) производства киностудии «Ленфильм»
4. Кукрыниксы — за серию политических карикатур, опубликованных в газете «Правда» и журнале «Крокодил»
5. Смирнов Сергей Сергеевич — за книгу «Брестская крепость»

## 1966

### В области науки
1. Абрикосов, Алексей Алексеевич, ч.-к. АН СССР, зав. отделом, Горьков, Лев Петрович, зав. сектором ИТФАН; Гинзбург, Виталий Лазаревич, ч.-к. АН СССР, зав. сектором ФИАН имени П. Н. Лебедева, — за разработку теории сверхпроводящих сплавов и свойств сверхпроводников в сильных магнитных полях
2. Давыдов, Александр Сергеевич, Прихотько, Антонина Фёдоровна, академики АН УССР, зав. отделами, Броуде, Владимир Львович, Лубченко, Андрей Фёдорович, ст. н. с., Бродин, Михаил Семёнович, зав. лабораторией, сотрудники ИФ АН УССР; Рашба, Эммануил Иосифович, зав. отделом ИП АН УССР; Гросс, Евгений Фёдорович, ч.-к. АН СССР, зав. лабораторией, Захарченя, Борис Петрович, Каплянский, Александр Александрович, ст. н. с. ФТИАН имени А. Ф. Иоффе, — за теоретические и экспериментальные исследования экситонов в кристаллах
3. Ефимов, Николай Владимирович, профессор МГУ имени М. В. Ломоносова, — за исследования по возникновению особенностей на поверхностях отрицательной кривизны
4. Журавлёв, Юрий Иванович, зав. отделом ИМ СО АН СССР; Лупанов, Олег Борисович, ст. н. с., Яблонский, Сергей Всеволодович, зав. отделом МИАН имени В. А. Стеклова, Иванов, Валентин Константинович, профессор УрГУ имени А. М. Горького; Тихонов, Андрей Николаевич, ч.-к. АН СССР, зам. директора МИАН имени В. А. Стеклова, — за цикл работ по некорректным задачам.
5. Несмеянов, Александр Николаевич, директор ИЭСАН, — за цикл исследований в области элементоорганических соединений
6. Дубинин, Николай Петрович, ч.-к. АН СССР, зав. лабораторией ИБФАН, — за цикл работ по развитию хромосомной теории наследствености и теории мутаций
7. Рейнберг, Самуил Аронович — за научный труд в 2 томах «Рентгенодиагностика заболеваний костей и суставов» (1964)
8. Бурова, Елизавета Ивановна — геолог, — за открытие Удоканского месторождения меди
9. Храмышкин Петр Васильевич, старший геолог партии; Мордвинцев Юрий Николаевич, начальник партии — за открытие крупнейшего в мире Мурунтауского золоторудного месторождения.

### В области техники
1. Трухин, Михаил Кузьмич — геолог, Бабаев, Александр Анатольевич — начальник партии, Ивакин, Александр Николаевич — главный геолог партии, Ивлиев, Дмитрий Иванович — главный геолог экспедиции — за открытие вольфрамового месторождения Восток-2.
2. Васильчиков, Михаил Васильевич, нач. сектора, Муконин, Василий Федотович, нач. бюро, Барбарич, Михаил Васильевич, бывший нач. лаборатории ВНИИММ; Басов, Михаил Иванович, нач. отдела, Киричинский, Игорь Иванович, гл. конструктор, Шляпин, Николай Алексеевич, гл. инженер проекта, Якиманский, Василий Владимирович, нач. лаборатории НИИТАП; Киселёв, Иван Иванович, директор ГАЗ; Шкляров, Исаак Нохимович, зам. гл. конструктор ЗИЛ; Бедин, Николай Александрович, нач. отдела, Хазин, Соломон Моисеевич, нач. участка ЧТЗ; Смирнов, Иван Павлович, ст. мастер ХТЗ; Воробьёв, Сергей Васильевич, бывший ст. инженер ВВИА имени профессора Н. Е. Жуковского, — за создание нового процесса и комплекса оборудования для изготовления крупномодульных зубчатых колёс
3. Ковалёв Николай Александрович, руководитель работы, зам. директора, Бутузов, Александр Васильевич, гл. конструктор, Вербицкий, Виктор Дмитриевич, нач. отдела, Ефимов, Михаил Николаевич, руководитель группы, Матвеев, Николай Александрович, зам. гл. металлурга, Пепелин, Борис Алексеевич, нач. лаборатории, Сокол, Иосиф Борисович, гл. инженер проекта НИИТАП; Зильберберг, Вениамин Иосифович, зам. гл. инженер, Раскин, Константин Леонидович, руководитель группы ГАЗ, — за создание и внедрение типового автоматического производства деталей машин методом литья по выплавляемым моделям
4. Лебедев, Владимир Константинович, ч.-к. АН УССР, зав. отделом, Сахарнов, Василий Алексеевич, нач. отдела, Кучук-Яценко, Сергей Иванович, руководитель лаборатории, Солодовников, Сергей Александрович, руководитель группы ИЭС имени Е. О. Патона АН УССР; Коробанов, Леонид Афанасьевич, инженер, — за разработку технологии и оборудования для сварки рельсов в полевых условиях при ремонте и строительстве ж/д путей
5. Бузин, Дмитрий Петрович, гл. конструктор, Бененсон, Евсей Исаакович, руководитель группы, Благодарев, Григорий Иванович, токарь-карусельщик, Лобанов, Игорь Иванович, зам. гл. технолога, Михайлов, Сергей Васильевич, слесарь-сборщик, Неуймин, Михаил Иванович, директор, Рабинович, Арон Вульфович, Тхор, Павел Ефимович, Язов, Павел Александрович, нач. бюро УрТМЗ; Соколов, Ефим Яковлевич, научный руководитель лаборатории ВТТИ имени Ф. Э. Дзержинского; Печёнкин, Юрий Васильевич, гл. инженер ТЭЦ-20 Мосэнерго, — за разработку конструкции, освоение серийного производства и внедрение в народное хозяйство теплофикационной паровой турбины Т-100-130 мощностью 100 000 кВт на начальные параметры пара 130 ата, 565 °С
6. Тучкевич, Владимир Максимович, зав. лабораторией, Челноков, Валентин Евгеньевич, Шуман, Валентина Борисовна, Грехов, Игорь Всеволодович, н. с. ФТИ имени А. Ф. Иоффе АН СССР; Тепман, Илья Аврамович, гл. инженер, Васильев, Иван Иванович, директор, Крылов, Леонид Николаевич, нач. лаборатории, Булкин, Анатолий Дмитриевич, нач. СКБ, Учайкин, Илья Григорьевич, зам. гл. технолога Саранского завода «Электровыпрямитель», — за исследование сложных структур с p—n переходами, разработку технологии изготовления и внедрение в серийное производство силовых кремниевых вентилей
7. Досмухамбетов, Джулдасгалий Ахмедович, нач. объединения «Казахстаннефть»; Дьяков, Борис Фёдорович, зам. директора, Черепанов, Николай Николаевич, ст. н. с. ВННИГРИ; Есенов, Шахмардан Есенович, министр, Матвеев, Владимир Георгиевич, нач. отдела МГ Казахской ССР; Иванов, Евгений Иванович, нач., Имашев, Нарен Урынбаевич, гл. геолог Западно-Казахстанского ГУ; Махамбетов, Халила, гл. геолог Узеньской ГРЭ; Узбекгалиев, Халел Жагпарович, управляющий, Токарев, Валентин Петрович, гл. геолог треста «Мангышлакнефтегазразведка»; Калинин, Николай Александрович, бывший нач. отдела МГ СССР, — за открытие нефтегазоносной провинции на Южном Мангышлаке и разведку месторождений «Узень» и «Жетыбай»
8. Аширов, Киамиль Бекирович, зам. директора, Губанов, Александр Иванович, нач. отдела, Колганов, Венедикт Иванович, нач. лаборатории, Осипов, Михаил Григорьевич, директор, Сазонов, Борис Фёдорович, нач. сектора, Сургучёв, Михаил Леонтьевич, нач. лаборатории института «Гипровостокнефть»; Иванов, Пётр Васильевич, гл. геолог нефтепромыслового управления «Первомайнефть»; Такоев, Дзандар Авсимайхович, нач., Ханин, Исаак Лазаревич, гл. геолог, Дубинин, Александр Захарович, бывший гл. геолог объединения «Куйбышевнефть», Муравленко, Виктор Иванович, нач. управления бывшего Средне-Волжского СНХ, — за научное обоснование и практическое внедрение блоковых систем разработки нефтяных месторождений Куйбышевской области
9. Суднишников, Борис Васильевич, ст. н. с., Суксов, Геннадий Ильич, зав. лабораторией, Чинакал, Николай Андреевич, ч.-к. АН СССР, директор, Есин, Николай Николаевич, Зиновьев, Александр Александрович, н. с. Емельянов, Пётр Михайлович, Семёнов, Леонид Иванович, Купреев, Иван Александрович, ст. инженеры ИГД СО АН СССР; Сидоренко, Анатолий Кириллович, зав. кафедрой, Бабенко, Сергей Фёдорович, доцент КГРИ; Макаров, Константин Филиппович, гл. механик рудника Темиртау КМК; Чернилов, Эля Гершевич, нач. бюро Криворожского завода горнорудного оборудования «Коммунист», — за разработку научных основ, создание и внедрение в производство комплекса высокопроизводительных механизмов для бурения скважин в подземных условиях
10. Воинов, Семён Григорьевич, руководитель работы, ст. н. с., Осипов, Алексей Иванович, директор ИНМТ; Шалимов, Анатолий Георгиевич, нач. лаборатории, Косой, Леонид Финеасович, Калинников, Евгений Сергеевич, ст. н. с., Точинский, Антоний Северинович, бывший инженер-металлург ЦНИИЧМ имени И. П. Бардина; Лубенец, Иван Артамонович, директор, Голиков, Евгений Сергеевич, нач. цеха ЧМК; Гусаров, Владимир Николаевич, директор ЧЭМК; Маркелов, Александр Иванович, гл. инженер ЗМЗ; Власов, Анатолий Андриянович, бывший зав. отделом Челябинского обкома КПСС, — за разработку и внедрение технологии производства высококачественной стали различного назначения с обработкой в ковше жидкими синтетическими шлаками
11. Ким, Михаил Васильевич, руководитель Норильского НИИ Красноярского Промстройниипроекта; Муравьёв, Дмитрий Максимович, нач., Зайдель, Абрам Ионович, гл. инженер управления строительства Норильского комбината, Анисимов, Леонид Иванович, нач., Ройтер, Леонид Андреевич, зам. нач., Эпштейн, Иерохим Яковлевич, гл. инженер отдела капитального строительства, Битадзе, Михаил Алексеевич, руководитель бригады, Непокойчицкий, Витольд Станиславович, гл. архитектор, Лазарев, Николай Никифорович, руководитель отдела, работники проектной конторы; Ермилов, Борис Фёдорович, зам. директора комбината, Коляда, Василий Нилович, гл. инженер Управления производства стройматериалов, работники заполярного Норильского комбината, — за внедрение прогрессивных индустриальных методов при строительстве заполярного Норильского комбината и города Норильска в условиях вечномёрзлых грунтов и сурового климата

### В закрытой части постановления
III. ЗА НАИБОЛЕЕ ВЫДАЮЩИЕСЯ РАБОТЫ В ОБЛАСТИ ОСВОЕНИЯ КОСМИЧЕСКОГО ПРОСТРАНСТВА
1. коллектив учёных, конструкторов и производственников, принимавших участие в создании и изготовлении многоместных пилотируемых кораблей «Восход-1» и «Восход-2», поведении их запусков и осуществление первого в мире выхода человека в космическое пространство
2. коллектив учёных, конструкторов и производственников, принимавших участие в создании и изготовлении автоматических станций «Луна-9» и «Луна-10», их запуске и осуществлении мягкой посадки станции «Луна-9» на поверхность Луны, передаче на Землю фотографий лунной панорамы и вывода на окололунную орбиту первого в мире ИСЛ

- Абаев, Салат Михайлович — за открытие крупнейшего Ороекского золотого прииска в Магаданской области
- Аладинский, Владимир Константинович, физик-электронщик
- Антипов, Григорий Яковлевич; Браславец, Валентин Макарович; Грисюк, Анатолий Иванович; Кабулянский, Вениамин Абрамович; Лукьянцева, Таисия Ивановна — за разработку специальных электронных приборов
- Афанасьев Владимир Александрович — за разработку электронно-лучевых усилителей слабых сигналов сверхвысоких частот
- Бабакин, Георгий Николаевич, конструктор космической техники
- Белоцерковский, Олег Михайлович; Гродзовский, Герш Лейбович; Кулябин, Александр Филимонович; Лунёв, Владимир Васильевич; Петров, Борис Николаевич; Теленин, Георгий Фёдорович — за систематические экспериментальные и теоретические исследования по аэрогазодинамике баллистических ракет, космических аппаратов, баллистического спуска и их элементов (вместе с А. И. Тишковым, А. И. Уткиным, А. А. Чурилиным, Ю. Я. Карпейским, М. Я. Юделовичем, Ф. И. Кондратенко и В. Д. Осиповым)[16]
- Бисноват, Матус Рувимович, авиаконструктор КБ «Молния»
- Буйняков, Юрий Архипович
- Быков, Юрий Сергеевич, конструктор ракетной техники
- Венгерский, Вадим Владимирович, энергетик
- Воронин, Григорий Иванович, специалист в области криогенно-вакуумной техники.
- Гоголев, Вячеслав Иванович; Лагутин, Борис Николаевич; Надирадзе, Александр Давидович; Сергеев, Георгий Иванович — за создание подвижного ракетного комплекса «Темп-С»
- Городинский, Семён Михайлович — за разработку средств индивидуальной защиты от радиоактивных и отравляющих веществ
- Добаткин, Владимир Иванович; Павлов, Игорь Михайлович, металлурги
- Ельяшевич, Михаил Александрович, физик, — за работы по физике плазмы
- Зверев, Сергей Алексеевич, технолог-оптик
- Зив, Давид Моисеевич, радиохимик
- Керимов, Керим Алиевич, председатель Государственной комиссии по пилотируемым полётам в космос
- Колесников, Владислав Григорьевич, конструктор электронной техники
- Купенский, Борис Израилевич, судостроитель
- Левенберг, Яков Семёнович — за разработку и организацию серийного выпуска полупроводниковых диодов для нужд военной техники и народного хозяйства
- Литвинов, Борис Васильевич; Ненайденко, Валентин Георгиевич, химики
- Макаров, Александр Максимович, ракетостроитель
- Михелев, Давид Израилевич, судостроитель
- Мякиньков, Юрий Павлович — за работу в области электронно-лучевых усилителей.
- Орлов, Юрий Александрович, зоолог
- Павловский, Александр Иванович, физик
- Петрянов-Соколов, Игорь Васильевич, физико-химик
- Розанов, Владислав Борисович, физик
- Феоктистов, Константин Петрович, космонавт, конструктор космической техники
- Хамрабаев, Ибрагим Хамрабаевич, геолог
- Трусов, Константин Александрович, зам. нач. 4 ГУ МО СССР; Шафров, Юрий Дмитриевич, зам. Главного конструктора системы; Бурцев, Всеволод Сергеевич; Кисунько, Григорий Васильевич; Лебедев, Сергей Алексеевич; Липсман, Фрол Петрович; Олег Васильевич Голубев, Виталий Георгиевич Васетченков, В. П. Васюков, Яков Артемьевич Елизаренков, Николай Андреевич Сидоров, Иван Дмитриевич Омельченко, Алексей Ефимович Соколов, Владимир Пантелеймонович Сосульников, Михаил Иванович Трофимчук — за создание системы «А» (ПРО)
- Сергиенко Игорь Леонидович, Заостровский Фёдор Петрович, Шацилло Вадим Генрихович, Голуб Семён Ицкович, Чернозубов Владимир Борисович, Ткач Владимир Иосифович, Новиков Евгений Петрович, Тронец Борис Антонович, Борисов Борис Михайлович — за создание оборудования для опреснения воды (за опреснительный комплекс г. Шевченко).

### В области искусства
1. Герасимов, Сергей Васильевич — за серию картин «Земля русская»
2. Долуханова (Зара) Заруи Агасьевна — за концертно-исполнительскую деятельность (программы 1963—1965)
3. Закариадзе, Сергей Александрович — за исполнение роли Георгия Махарашвили в художественном фильме «Отец солдата» (1964) производства киностудии «Грузия-фильм»
4. Пластов, Аркадий Александрович — за серию картин «Люди колхозной деревни»
5. Ульянов, Михаил Александрович — за исполнение роли Егора Ивановича Трубникова в художественном фильме «Председатель» (1964) производства киностудии «Мосфильм»

## 1967

### В области науки и техники
1. Усольцев, Анатолий Федорович, зам. главного конструктора ОКБ «Новатор», — за работу в области аппаратостроения.
2. Будкер, Герш Ицкович, директор, Наумов, Алексей Александрович, ч.-к. АН СССР, зам. директора, Скринский, Александр Николаевич, Сидоров, Вениамин Александрович, Панасюк, Вадим Семёнович, зав. лабораториями ИЯФ СО АН СССР, — за разработку метода встречных пучков для исследований по физике элементарных частиц.
3. Лифшиц, Илья Михайлович, ч.-к. АН СССР, зав. отделом ФТИ АН УССР, — за исследование электронного энергетического спектра металлов.
4. Флёров, Георгий Николаевич, ч.-к. АН СССР, директор лаборатории, Друин, Виктор Александрович, руководитель группы, Звара, Иво, руководитель отдела, Поликанов, Сергей Михайлович, зам. директора лаборатории ОИЯИ, — за синтез и исследование свойств трансурановых элементов.
5. Манин, Юрий Иванович, ст. н. с. МИАН имени В. А. Стеклова, — за цикл работ по теории алгебраических кривых и абелевых многообразий (1959—1963).
6. Новиков Сергей Петрович, ст. н. с. МИАН имени В. А. Стеклова, — за цикл работ по дифференцируемым многообразиям (1964—1966).
7. Орлов, Юрий Александрович (посмертно); Соколов, Борис Сергеевич, ч.-к. АН СССР, зав. отделом ИГГ СОАН; Руженцев, Василий Ермолаевич, зав. лабораторией ПИАН; Марковский, Борис Павлович — за научный труд в 15 томах «Основы палеонтологии» (1954—1964).
8. Глазатов, Павел Фёдорович, зам. нач. бюро, Приходько, Аполлинарий Николаевич, Тютьков, Владимир Дмитриевич, нач. отделов, Марков, Михаил Никитович, зам. нач. отдела ГСКБ по машинам для хлопководства; Кучиев, Джават, бригадир тракторно-комплексной бригады опытного хозяйства САМИС «Малек»; Ахунова, Турсуной, бригадир комплексно-механизированной бригады колхоза имени С. М. Кирова Янгиюльского района Ташкентской области, — за разработку конструкции, серийное производство и внедрение в сельское хозяйство хлопкоуборочной вертикально-шпиндельной двухрядной машины.
9. Кереселидзе, Шалва Ясонович, руководитель работы, зам. директора, Насаридзе, Давид Сергеевич, Оганезов, Георгий Оганезович, зам. нач. лабораторий ГрНИИМЭСХ; Чейшвили, Теймураз Александрович, нач. отдела, Эдиберидзе, Гиви Константинович, зам. нач. отдела, Дарджания, Шалва Элизбарович, зам. гл. конструктора ГСКБ по с/х технике МТСМ Грузинской ССР, — за создание и внедрение в производство чаесборочной машины «Сакартвело» для механизации процесса выборочного сбора чайного листа.
10. Лясс, Абрам Моисеевич, зав. лабораторией, Борсук, Павел Афанасьевич, ст. н. с. ЦНИИТМ; Долбенко, Евгений Тихонович, бывший гл. металлург Южуралмашзавода; Онуфриев, Иннокентий Александрович, бывший гл. инженер МЧЗ «Станколит»; Ткаченко, Андрей Сафронович, нач. цеха МЗ «Запорожсталь» имени С. Орджоникидзе; Рыжков, Иван Васильевич, доцент ХПИ имени В. И. Ленина, — за разработку и внедрение в производство принципиально новой технологии литейного производства — изготовления стержней и форм из жидких самотвердеющих смесей.
11. Коротков, Алексей Андреевич, ч.-к. АН СССР, Кроль, Владимир Александрович, зав. лабораторией ВНИИСК имени академика С. В. Лебедева; Короткевич, Борис Сергеевич, гл. инженер ГПНИИПСК; Немцов, Марк Семёнович, руководитель лаборатории ВНИИНХП; Виноградов, Пётр Андреевич, зам. нач. лаборатории ЯЗСК; Аносов, Владимир Иванович, зам. нач. лаборатории ЕЗСК имени академика С. В. Лебедева, — за комплекс работ по созданию регулярных каучуков и технологии их промышленного получения.
12. Евстратов, Василий Фёдорович, зам. директора, Пинегин, Владимир Александрович, Селезнёв, Иван Иванович, нач. отделов НИИШП; Голоулина, Галина Павловна, гл. инженер, Голошумов, Николай Степанович, гл. конструктор КШЗ, — за разработку конструкций и технологического процесса производства грузовых автомобильных шин с меридиональным направлением нитей корда в каркасе (типа P) и их внедрение в народное хозяйство.

### В закрытой части постановления
- Айзенберг, Яков Ейнович, учёный в области теории управления, — за работы в области специального машиностроения (ракетная техника)
- Баран, Яков Ионович, конструктор-танкостроитель
- Григорьев Михаил Григорьевич, первый заместитель Главнокомандующего РВСН, — за успешное испытание новой боевой ракеты
- Ефремов, Вениамин Павлович, руководитель разработки
- Дризе, Иосиф Матвеевич, конструктор ЗРК
- Райзберг, Виталий Вениаминович, конструктор радиолокатор
- Ефимов, Георгий Сергеевич, конструктор самоходных установок с артиллерийскими, зенитно-ракетными и инженерными войсковыми системами, — за создание первого мобильного ЗРК 2К11 «Круг»
- Иванов, Евгений Алексеевич, авиаконструктор
- Карраск, Владимир Константинович
- Люльев, Лев Вениаминович, учёный, конструктор
- Манучаров, Андрей Арсенович, лётчик-испытатель
- Морозов, Александр Александрович, конструктор бронетанковой техники
- Петров, Фёдор Фёдорович, артиллерийский конструктор
- Силин, Вячеслав Иванович, конструктор стрелкового вооружения
- Солдатенков Александр Михайлович, ракетный конструктор

### В области литературы и искусства
1. Светлов (Шейнкман) Михаил Аркадьевич (посмертно) — за книгу «Стихи последних лет»
2. Караев, Кара Абульфаз оглы — за музыку балета «Тропою грома» (1958)
3. Моисеев, Игорь Александрович, балетмейстер, — за концертную программу ГААНТ СССР (1965)
4. Пименов Юрий (Георгий) Иванович — за серию картин «Новые кварталы»
5. Симонов, Рубен Николаевич — за постановки пьес классической и современной драматургии в МАДТ имени Е. Б. Вахтангова

## 1968
- Непорожний, Пётр Степанович, министр энергетики и электрификации СССР; Владимиров, Софрон Михайлович, Суханов, Герман Константинович, инженеры-гидротехники; Гиндин, Арон Маркович, Денисов, Иван Павлович, Наймушин, Иван Иванович, гидростроители, — за строительство Братской ГЭС
- Комаровский, Александр Николаевич, зам. МО СССР, Геловани, Арчил Викторович, начальник Главного инженерного управления РВСН, — «за разработку и осуществление индустриальных методов строительства специальных объектов»
- Сухой, Павел Осипович, авиаконструктор

## 1970

### В области науки и техники
1. Алиханьян, Артём Исаакович, ч.-к. АН СССР, директор, Асатиани, Тина Левановна, зав. лабораторией Ереванского физического института; Чиковани, Георгий Евгеньевич, Ройнишвили, Владимир Николаевич, зав. лабораторией ИФ АН Грузинской ССР; Долгошеин, Борис Анатольевич, Лучков, Борис Иванович, доценты МИФИ, — за работу «Трековые искровые камеры».
2. Владимирский, Василий Васильевич, ч.-к. АН СССР, зам. директора, Кошкарёв, Дмитрий Георгиевич, ст. н. с. ИТЭФ; Кузьмин, Алексей Аркадьевич, нач. сектора РТИАН имени А. Л. Минца; Логунов, Анатолий Алексеевич, ч.-к. АН СССР, директор, Суляев, Роман Матвеевич, зам. директора ИФВЭ; Малышев, Иван Фёдорович, зам. директора, гл. конструктор НИИЭФФА имени Д. В. Ефремова, — за разработку и ввод в действие протонного синхротрона ИФВЭ на энергию 70 ГэВ.
3. Власов Анатолий Александрович, профессор МГУ имени М. В. Ломоносова, — за цикл работ по теории плазмы, содержащий фундаментальный метод исследования её свойств.
4. Хохлов, Рем Викторович, ч.-к. АН СССР, зав. кафедрой, Ахманов, Сергей Александрович, профессор МГУ имени М. В. Ломоносова, — за исследования нелинейных когерентных взаимодействий в оптике.
5. Ибрагимов, Ильдар Абдуллович, профессор ЛГУ имени А. А. Жданова; Прохоров, Юрий Васильевич, ч.-к. АН СССР, зав. отделом, Розанов, Юрий Анатольевич, ст. н. с. МИАН имени В. А. Стеклова; Линник Юрий Владимирович, зав. лабораторией Ленинградского отделения того же института, — за цикл работ по предельным теоремам теории вероятностей.
6. Абазаров, Владимир Алексеевич, управляющий трестом «Обнефтегазразведка»; Кабаев, Леонид Николаевич, нач. партии Тазовской ГФЭ; Нестеров Иван Иванович, руководитель отдела ЗСНИГРНИ; Салманов, Фарман Курбан оглы, нач. Правдинской НРЭ; Смирнов, Вениамин Григорьевич, нач. партии Тюменской ГЭ; Сторожев, Анатолий Дмитриевич, нач. отдела Тюменского ГПГУ, — за открытие крупных месторождений нефти в Среднем Приобье и ускоренную подготовку промышленных запасов.
7. Богомяков, Геннадий Павлович, бывший зам. директора ЗСНИГРНИ; Подшибякин, Василий Тихонович, управляющий, Гиря, Иван Яковлевич, гл. инженер треста «Ямалнефтегазразведка»; Краев, Аркадий Григорьевич, управляющий, Кавалеров, Кирилл Владимирович, гл. инженер треста «Ямалнефтегазгеофизика»; Соболевский, Владимир Викентьевич, гл. инженер Тюменского ГПГУ, — за открытие крупных и уникальных месторождений природного газа в северных районах Западной Сибири, эффективную разведку их и подготовку промышленных запасов.
8. Бабкин, Александр Михайлович, ст. н. с. Ленинградского отделения ИЯАН; Бархударов, Степан Григорьевич, ч.-к. АН СССР, ст. н. с., Филин, Федот Петрович, ч.-к. АН СССР, директор ИРЯАН; Обнорский, Сергей Петрович (посмертно), академик, Чернышёв, Василий Ильич (посмертно), Истрина, Евгения Самсоновна (посмертно), ч.-к. АН СССР, — за создание 17 томного Словаря современного русского литературного языка.
9. Сперанский, Георгий Несторович (посмертно), д. ч. АМН СССР; Домбровская, Юлия Фоминична, д. ч. АМН СССР, зав. кафедрой 1-го ММИ имени И. М. Сеченова; Тур, Александр Фёдорович, д. ч. АМН СССР, зав. кафедрой ЛПМИ, — за цикл работ по физиологии и патологии детей раннего возраста, содействующих резкому снижению заболеваемости и смертности среди них.
10. Новожилов, Генрих Васильевич, 1-й зам. ГК, Кутепов, Яков Александрович, Смирнов, Владимир Ипполитович, зам. ГК, Лещинер, Дмитрий Владимирович, нач. бюро, Шейнин, Виктор Михайлович, нач. отдела МСЗ; Овчаров, Анатолий Алексеевич, зам. ГК моторного завода, — за создание межконтинентального пассажирского самолёта Ил-62.
11. Денисюк, Юрий Николаевич, нач. лаборатории ГОИ имени С. И. Вавилова, — за цикл работ «Голография с записью в трёхмерной среде».
12. Дробышев, Фёдор Васильевич, зав. кафедрой МИИГАиК, — за разработку и внедрение универсальных стереофотограмметрических приборов высокого класса точности для создания по аэрофотоснимкам топографических карт различных масштабов.
13. Крючков, Борис Николаевич, руководитель сектора ВННИИ; Максимов, Владимир Павлович, бывший нач. отдела ГНИПИ «Гипротюменнефтегаз»; Московцев, Олег Алексеевич, гл. геолог нефтепромыслового управления «Юганскнефть»; Оруджев, Сабит Атаевич, 1-й зам. МНП СССР; Фаин, Юрий Борисович, зам. нач., Филановский-Зенков Владимир Юрьевич, бывший гл. инженер ГУ «Главтюменнефтегаз», — за разработку и внедрение высокоэффективных комплексных технико-технологических решений, обеспечивших ускоренное развитие добычи нефти в Тюменской области.
14. Никитин Николай Васильевич, руководитель работы, автор-конструктор, зам. директора ЦНИИЭП зрелищных зданий и спортивных сооружений; Злобин, Борис Алексеевич, гл. инженер проекта; Бурдин, Дмитрий Иванович, зам. гл. архитектора Москвы; Шкуд, Моисей Абрамович, гл. инженер ГСПИ; Щипакин, Лев Николаевич, директор проектного института «Промстальконструкция», — за проект Останкинской телевизионной башни.

### В закрытой части постановления
Ленинские премии присуждены большой группе учёных, конструкторов и работников промышленности за следующие работы:
- комплекс научно-технических работ, проведённых с целью создания экспериментальной орбитальной станции и реализованных при запусках ракетно-космической системы «Союз»;
- создание автоматических межпланетных станций «Венера-4», «Венера-5», «Венера-6» и комплекс научных исследований по определению физических параметров и химического состава атмосферы планеты Венера;
- создание метеорологической космической системы, обеспечивающей с помощью ИСЗ «Метеор» получение и оперативную обработку глобальной метеорологической информации для нужд народного хозяйства (Голышев, Георгий Иванович- метеоролог, Иосифьян, Андроник Гевондович- электротехник);
- промышленное освоение якутских коренных алмазных месторождений на основе разработки и внедрения новой эффективной технологии
- Авдуевский, Всеволод Сергеевич, учёный в области аэродинамики
- Бреховских, Леонид Максимович, Гусев, Борис Васильевич, Шелехов, Сергей Михайлович, гидроакустики, — за научное руководство созданием новой гидроакустической техники
- Воробьёв Владимир Петрович, Ю. Б. Бабанский, К. С. Старцев, В. И. Субботин, В. Ф. Чуев, И. В. Чурдалиев, судостроители, — за создание АПЛ пр. 670
- Маров, Михаил Яковлевич, астроном

### В области литературы, искусства и архитектуры
1. Гафур Гулям (Гулямов Гафур Гулямович) (посмертно) — за стихи последних лет
2. Тихонов, Николай Семёнович — за книгу «Шесть колонн» (1968)
3. Михалков, Сергей Владимирович — за поэтические произведения последних лет для детей младшего школьного возраста. (Премия за произведения литературы и искусства для детей)
4. Григорович, Юрий Николаевич, балетмейстер; Вирсаладзе, Симон Багратович, художник; Рождественский, Геннадий Николаевич, дирижёр; Васильев, Владимир Викторович и Лавровский, Михаил Леонидович, исполнители заглавной парти; Лиепа, Марис-Рудольф Эдуардович, исполнитель партии Красса, — за балетный спектакль «Спартак» А. И. Хачатуряна, поставленный на сцене ГАБТ
5. Зыкина, Людмила Георгиевна, певица, — за концертные программы «Песни советских композиторов», «Тебе, женщина!», «Старинные русские народные песни»
6. Эрнесакс, Густав Густавович, художественный руководитель и главный дирижёр ГАМХ Эстонской ССР, — за концертные программы (1967—1968) и (1968—1969)
7. Асарис, Гунар Константинович, Закаменный, Олег Николаевич (посмертно), Остенберг, Олгертс Индрикович, Страутман, Ивар Арвидович, архитекторы; Буковский, Лев Владимирович, Заринь, Ян Петрович, Скарайн Олег Юльевич, скульпторы, — за мемориальный ансамбль памяти жертв фашистского террора в Саласпилсе
8. Вучетич, Евгений Викторович, руководитель авторского коллектива, автор проекта, Матросов, Владимир Евгеньевич, Новиков, Анатолий Семёнович, Тюренков, Александр Алексеевич, скульпторы; Белопольский, Яков Борисович, автор проекта, Дёмин, Вениамин Алексеевич, архитекторы, — за памятник-ансамбль героям Сталинградской битвы в Волгограде
9. Градов, Юрий Михайлович, Занкович, Валентин Павлович, Левин, Леонид Менделевич, архитекторы; Селиханов, Сергей Иванович, скульптор, — за мемориальный комплекс «Хатынь»

## 1971

### В области науки и техники
- Сапожников, Иларий Николаевич, конструктор космической техники

## 1972

### В области науки и техники
1. Алфёров, Жорес Иванович, руководитель работы, зав. сектором, Андреев, Вячеслав Михайлович, Гарбузов, Дмитрий Залманович, Корольков, Владимир Ильич, Третьяков, Дмитрий Николаевич, мл. н. с. ФТИАН имени А. Ф. Иоффе; Швейкин, Василий Иванович, ст. н. с. НИИ, — за фундаментальные исследования гетеропереходов в полупроводниках и создание новых приборов на их основе
2. Афросимов, Вадим Васильевич, зав. сектором, Дукельский, Владимир Маркович, ст. н. с., Федоренко, Николай Васильевич, зав. лабораторией ФТИАН имени А. Ф. Иоффе; Фирсов, Олег Борисович, Беляев, Всеволод Андреевич, ст. н. с. ИАЭ имени И. В. Курчатова, — за цикл работ «Элементарные процессы и неупругое рассеяние при атомных столкновениях» (1951—1970)
3. Петров, Алексей Зиновьевич, зав. отделом Института теоретической физики АН УССР, — за цикл работ «Инвариантно-групповые методы в теории гравитации»
4. Виноградов, Иван Матвеевич, директор МИАН имени В. А. Стеклова, — за монографию «Метод тригонометрических сумм в теории чисел» (1971)
5. Кнунянц, Иван Людвигович, зав. лабораторией ИНЭОСАН имени А. Н. Несмеянова, — за исследования в области фтороорганических соединений алифатического ряда
6. Смирнов, Владимир Иванович, зав. кафедрой МГУ имени М. В. Ломоносова; Дзоценидзе, Георгий Самсонович, зав. отделом ГИ АН Грузинской ССР; Котляр, Василий Никитич, зав. кафедрой МГРИ имени С. Орджоникидзе, — за комплекс работ по рудности вулканогенных формаций
7. Анохин, Пётр Кузьмич, зав. кафедрой 1-го ММИ имени И. М. Сеченова, — за монографию «Биология и нейрофизиология условного рефлекса» (1968)
8. Бараев, Александр Иванович, руководитель работы, академик ВАСХНИЛ; Госсен, Эрвин Францевич, зам. директора, Зайцева, Александра Алексеевна, зав. отделом ВНИИЗХ; Берестовский, Георгий Григорьевич, зам. директора Павлодарского ОС по защите почв от эрозии; Плишкин, Александр Александрович, ст. н. с. ВНИИМСХ; Хорошилов, Иван Иванович, нач. ГУ МСХ СССР, — за систему мероприятий по защите почв от ветровой эрозии в Северном Казахстане и в степных районах Западной Сибири
9. Саркисов, Акоп Абрамович, руководитель работы; Озерский, Евгений Иванович, зам. нач. ГСАУ по ирригации и строительству совхозов; Касимов, Абдукарим Касимович, бывший управляющий треста «Таджикцелинстрой»; Баймиров, Тухтамыш, нач. управления «Голодностепстрой»; Терситский, Дмитрий Константинович, директор, Беньяминович, Эммануил Моисеевич, гл. специалист института «Средазгипроводхлопок», — за разработку и внедрение прогрессивных методов по орошению и первичному комплексному освоению целинных земель Голодной степи
10. Балакшин, Борис Сергеевич, руководитель работы, зав. кафедрой, Базров, Борис Мухтарбекович, ст. н. с., Протопопов, Сергей Петрович, Луцков, Евгений Иванович, Соломенцев, Юрий Михайлович, Тимирязев, Владимир Анатольевич, доценты МСИИ, — за исследование новых путей повышения точности и производительности обработки на станках с использованием адаптивных систем управления
11. Емельянов, Станислав Васильевич, ч.-к. АН СССР, зам. директора, Уткин, Вадим Иванович, ст. н. с. ИПУАН (автоматики и телемеханики) имени А. В. Трапезникова, — за цикл работ по теории систем с переменной структурой

### В закрытой части постановления
- Акопян Иосиф Григорьевич, Герасюта, Николай Фёдорович, конструкторы ракетного оружия
- Яковлев, Александр Сергеевич, авиаконструктор; Беляков, Ростислав Аполлосович, учёный в области механики
- Голубков, Сергей Викторович, Мартынов, Иван Васильевич, Томилов, Андрей Петрович, В. Н. Топников, В. М. Зимин, И. М. Мильготин, химики, — за разработку промышленного метода получения и освоение технологии производства фосфорорганического БОВ второго поколения — зомана
- Савин, Анатолий Иванович, радиотехник
- Силаев, Иван Степанович, инженер-станкостроитель
- Смирнов, Евгений Николаевич, Людаев Р. З., Плющев Ю. И., Терлецкий Я. П., Жаринов Е. И. — за работы в области магнитной кумуляции
- Соловьёв Всеволод Николаевич, инженер

### В области литературы, искусства и архитектуры
1. Мележ, Иван Павлович — за романы «Люди на болоте» (1961) и «Дыхание грозы» (1965)
2. Шагинян, Мариэтта Сергеевна — за книги о В. И. Ленине: «Рождение сына» («Семья Ульяновых») (1938, 1957), «Первая всероссийская» (1965), «Билет по истории» (1937), «Четыре урока у Ленина» (1968)
3. Барто, Агния Львовна — за книгу стихов «За цветами в зимний лес» (1970). (Премия за произведения литературы и искусства для детей)
4. Бондарев, Юрий Васильевич и Эстеркин-Курганов Оскар Иеремеевич, авторы сценария; Озеров, Юрий Николаевич, автор сценария и режиссёр; Слабневич, Игорь Михайлович, оператор; Мягков, Александр Васильевич, художник, — за фильмы из серии «Освобождение» (1968—1971): «Огненная дуга», «Прорыв», «Направление главного удара», «Битва за Берлин», «Последний штурм» производства киностудии «Мосфильм»
5. Кабалевский, Дмитрий Борисович, — за оперу «Кола Брюньон» (1969; новая редакция)
6. Светланов, Евгений Фёдорович, дирижёр, — за концертные программы 1969—1971 годов
7. Томский, Николай Васильевич — за памятник В. И. Ленину в Берлине (1970)
8. Мезенцев, Борис Сергеевич (посмертно), руководитель авторского коллектива, Константинов, Михаил Пантелеймонович, Исакович, Гарольд Григорьевич, архитекторы; Фабрикант, Лев Борисович, Мягков, Анатолий Тимофеевич, Рогашов, Иван Степанович, инженеры-строители; Молчанов, Виктор Николаевич, производитель работы, — за Ленинский мемориал в Ульяновске

## 1973
- Афанасьев, Сергей Александрович, министр общего машиностроения СССР
- Кемурджиан, Александр Леонович — за участие в разработке «Луноходов»
- Беляков, Александр Алексеевич, Бочкин, Андрей Ефимович, Кузминский, Сергей Сильвестрович, Лискун, Евгений Ефимович, Романов, Василий Васильевич, Хлебников, Николай Васильевич — инженеры-гидротехники, — за строительство Красноярской ГЭС
- Григорьев, Михаил Агеевич, директор Союзного завода № 3, — за создание изотопного источника тепла для «Лунохода-1»

## 1974

### В области науки и техники
1. Келдыш, Леонид Вениаминович, ч.-к. АН СССР, зав. сектором ФИАН имени П. Н. Лебедева, — за цикл теоретических работ по физике полупроводников (туннельный эффект, полупроводники в сильных электрических полях, многофотонные процессы в твёрдом теле)
2. Абов, Юрий Георгиевич, зав. лабораторией, Крупчицкий, Пётр Александрович, ст. н. с. ИТЭФ; Лобашёв, Владимир Михайлович, ч.-к. АН СССР, зав. сектором, Назаренко, Владимир Андреевич, учёный секретарь ЛИЯФАН имени Б. П. Константинова, — за цикл работ по экспериментальному обнаружению и исследованию несохранения пространственной чётности в ядерных электромагнитных переходах
3. Кирсанов Александр Васильевич, директор ИОХ АН УССР, — за исследования фосфазореакции и реакций окислительного иминирования фосфор- и серосодержащих соединений
4. Белов Николай Васильевич, зав. лабораторией ИКАН, — за цикл работ по структурной минералогии
5. Опарин, Александр Иванович, директор ИБХАН имени А. Н. Баха, — за цикл работ по материалистической теории происхождения жизни
6. Минц, Исаак Израилевич, председатель НСОИ АН СССР, — за 3-томный научный труд «История Великого Октября» (1967—1973)
7. Тимаков, Владимир Дмитриевич, зав. отделом, Каган, Гитта Яковлевна, зав. лабораторией ИЭМ АМН СССР имени Н. Ф. Гамалеи, — за цикл исследований роли Л-форм бактерий семейства микоплазм в инфекционной патологии
8. Нестеров, Анатолий Иннокентьевич, д. ч. АМН СССР, зав. кафедрой 2-го ММИ имени Н. И. Пирогова; Тареев, Евгений Михайлович, д. ч. АМН СССР, зав. кафедрой, Струков, Анатолий Иванович, д. ч. АМН СССР, научный консультант 1-го ММИ имени И. М. Сеченова, — за цикл работ по изучению патоморфогенеза, клиники, диагностики, лечения и профилактики ревматических заболеваний

### В закрытой части постановления
1. Брыксин, Александр Яковлевич, лётчик-испытатель
2. Бутома, Борис Евстафьевич, министр судостроительной промышленности СССР; Хетагуров, Ярослав Афанасьевич, конструктор вычислительной техники, — за создание стратегической ПЛ 66Б7
3. Валиев, Камиль Ахметович, физик; Малинин, Андрей Юрьевич, физико-химик; Гуськов, Геннадий Яковлевич, учёный в области создания микроаппаратуры
4. Кабачник, Мартин Израилевич, Фокин, Александр Васильевич, К. А. Гуськов, Журавский, Евгений Максимович, Ю. В. Привезенцев, В. М. Романов, Ростунов, Владимир Фёдорович, химики, — за создание советского V-газа
5. Юдин, Григорий Афанасьевич — за вклад в разработку военно-транспортного самолёта Ан-22 «Антей».

### В области литературы, искусства и архитектуры
1. Симонов Константин (Кирилл) Михайлович — за трилогию «Живые и мёртвые» («Живые и мёртвые» (1955—1959), «Солдатами не рождаются» (1960—1964), «Последнее лето» (1965—1970))
2. Храпченко, Михаил Борисович — за книгу «Творческая индивидуальность писателя и развитие литературы» (1970)
3. Хренников, Тихон Николаевич — за 2-й концерт для фортепиано с оркестром
4. Моисеенко, Евсей Евсеевич — за цикл картин «Годы боевые» («Красные пришли», «Товарищи», «Черешня», «Победа»)
5. Чеканаускас, Витаутас Альгирдо, руководитель авторского коллектива, Бальчунас, Витаутас-Казимерас Мечислово, Бредикис, Витаутас Юстино, Валюшкис, Гедиминас Станислово, архитекторы; Клейнотас, Альгимантас Антано, Шилейка, Винцентас Юргио, строители, — за архитектуру жилого района Лаздинай в Вильнюсе

## 1975
- Мельников, Николай Прокофьевич, математик, механик.

## 1976

### В области науки и техники
1. Чарахчьян, Агаси Назаретович, руководитель работы, Базилевская, Галина Александровна, Стожков, Юрий Иванович, ст. н. с. ФИАН имени П. Н. Лебедева; Чарахчьян, Таисия Никаноровна, зав. сектором НИИЯФ МГУ имени М. В. Ломоносова, — за стратосферные исследования вспышек космических лучей на Солнце и процессов солнечной модуляции галактических космических лучей
2. Красовский, Николай Николаевич, руководитель работы, директор; Куржанский, Александр Борисович, Осипов, Юрий Сергеевич, зав. лабораториями; Субботин, Андрей Измайлович, ст. н. с. ИММ УНЦ АН СССР, — за цикл работ по математической теории управляемых систем
3. Семёнов Николай Николаевич, директор ИХФАН, — за работы в области кинетики сложных химических реакций
4. Соболев, Владимир Степанович, руководители работы, зам. директора; Добрецов, Николай Леонтьевич, Соболев, Николай Владимирович, зав. лабораториями; Ревердатто, Владимир Викторович, Хлестов, Владимир Васильевич, ст. н. с. ИГГ СОАН, — за цикл работ по фациям метаморфизма
5. Спирин, Александр Сергеевич, директор, Овчинников, Лев Павлович, ст. н. с. ИБАН; Георгиев, Георгий Павлович, ч.-к. АН СССР, зав. лабораторией, Самарина, Ольга Петровна, ст. н. с. ИМБАН; Айтхожин, Мурат Абенович, зав. лабораторией Института ботаники АН Казахской ССР; Белицина, Надежда Васильевна, ст. н. с. ИБХАН имени А. Н. Баха, — за цикл работ по открытию и изучению информосом — нового класса внутриклеточных частиц
6. Рыбаков, Борис Александрович, директор ИААН, — за цикл работ по истории русской культуры X—XVI веков (1963—1974)
7. Аничков, Сергей Викторович, д. ч. АМН СССР, зав. отделом НИИЭМ АМН СССР, Закусов, Василий Васильевич, д. ч. АМН СССР, директор НИИФ АМН СССР, — за цикл исследований по синаптическому действию физиологически активных веществ
8. Бураковский, Владимир Иванович, ч.-к. АМН СССР, директор, Бокерия, Леонид Антонович, руководитель лаборатории, Бухарин, Виталий Алексеевич, руководитель отделения ИССХ АМН СССР имени академика А. Н. Бакулева, — за цикл исследований в области ГБО и внедрение этого метода в хирургию сердца
9. Аржанов, Феликс Григорьевич, гл. инженер Тюменского ГПУ по нефтяной и газовой промышленности; Грайфер, Валерий Исаакович, бывший гл. инженер объединения «Татнефть»; Карибский, Валентин Владимирович, зам. МПСАСУ СССР; Синельников, Александр Васильевич, директор ВНИПКИКАНГП; Гайнутдинов, Ревгат Саляхович, нач. отдела Татарского НИПКИНМ; Шашин, Валентин Дмитриевич, МНП СССР, — за перевооружение нефтедобывающего производства на основе новых научно-технических решений и комплексной автоматизации, обеспечившее высокие темпы роста добычи нефти
10. Бабенко, Василий Тихонович, гл. инженер ГНИПКИМП «Гипросталь»; Манохин, Анатолий Иванович, ген. директор, Шишханов, Тамерлан Сосланбекович, гл. специалист НПО «Тулачермет»; Лякишев, Николай Павлович, зам. директора, Слотвинский-Сидак, Николай Петрович, ст. н. с. ЦНИИЧМ имени И. П. Бардина; Морозов, Александр Николаевич, директор НИИ металлургии, — за создание промышленного комплекса переработки ванадиевых шлаков на базе новой технологии, обеспечивающей высокую степень извлечения ванадия и исключающей загрязнение воздушной и водной сред

### В закрытой части постановления
- Бровцин, Александр Николаевич, генерал-лейтенант, Зверев, Сергей Алексеевич, министр оборонной промышленности СССР, Соболев, Валериан Маркович, инженер-машиностроитель, Шапошник, Борис Львович, инженер-автоконструктор, создатель особо мощного шасси для самоходной установки, Виноградов Александр Константинович, Зотов, Игорь Михайлович, Нефёдов, Николай Михайлович, Протасов, Виктор Дмитриевич, инженеры-ракетчики, — за создание ракетного комплекса «Темп-2С».
- Гидаспов, Борис Вениаминович, Жуков Борис Петрович, Кривошеев, Николай Алексеевич, Несмеянов, Андрей Николаевич, Новиков, Сергей Сергеевич, Савченко, Яков Фёдорович, Тартаковский, Владимир Александрович, химики
- Конопатов, Александр Дмитриевич, энергетик
- Седов, Григорий Александрович, Симонов, Михаил Петрович, Тищенко, Марат Михайлович, авиаконструкторы; Изотов, Сергей Петрович, Свищёв, Георгий Петрович, Люлька, Архип Михайлович, конструкторы авиадвигателей; Ильюшин, Владимир Сергеевич, Петров, Сергей Васильевич, лётчики-испытатели; Казаков, Василий Александрович, Министр АП СССР; Воронин, Павел Андреевич, руководитель АПО
- Максюта, Юрий Иванович — за участие в разработке навигационной спутниковой системы, контр-адмирал
- Полухин, Дмитрий Алексеевич, Лапин, Александр Альбертович, конструкторы ракетной техники
- Тер-Степаньян, Андраник Смбатович, конструктор зенитного оружия
- Федосов, Евгений Александрович, специалист в области систем управления
- Хорол, Давид Моисеевич — за создание авиационного комплекса с применением лазерных систем
- Царевский, Евгений Николаевич, оптотехник, организатор оптико-механической промышленности

### В области литературы, искусства и архитектуры
1. Авижюс Йонас Казис — за роман «Потерянный кров» (1970)
2. Марков, Георгий Мокеевич — за роман «Сибирь» (1969—1973)
3. Андроников, Ираклий Луарсабович — за телевизионные фильмы «Воспоминания о Большом зале», «Концерт в Ленинградской филармонии», «Слово Андроникова»
4. Шукшин, Василий Макарович (посмертно) — за творческие достижения последних лет в киноискусстве
5. Образцова, Елена Васильевна — за концертные программы 1973—1974 годов и исполнение партий Фроси, Кармен, Азучены в оперных спектаклях «Семён Котко» С. С. Прокофьева, «Кармен» Ж. Бизе, «Трубадур» Дж. Верди на сцене ГАБТ
6. Церетели, Зураб Константинович, скульптор, — за пространственно-декоративное решение детской зоны курортного городка в Адлере. (Премия за произведения литературы и искусства для детей)

## 1977
- Кузнецов, Эдуард Иванович, лётчик-испытатель.
- Родионов, Леонид Алексеевич, конструктор корабельных обзорных радиолокационных станций

## 1978

### В области науки и техники
1. Овчинников, Виктор Сергеевич, руководитель комплекса ОКБ-1 — за работу в области космических исследований
2. Летохов, Владилен Степанович, зав. лабораторией ИСАН; Чеботаев, Вениамин Павлович, зав. отделом Института физики полупроводников СОАН, — за цикл работ по нелинейным узким резонансам в оптике и их применению
3. Платонов, Владимир Петрович, академик АН БССР, директор Института математики АН БССР, — за цикл работ «Арифметика алгебраических групп и приведённая k-теория» (1969—1976)
4. Арбузов, Борис Александрович, директор НИХИ имени А. М. Бутлерова КГУ имени В. И. Ульянова-Ленина; Пудовик, Аркадий Николаевич, ч.-к. АН СССР, директор ИОФХ имени А. Е. Арбузова Казанского филиала АН СССР, — за цикл работ «Новые пути синтеза и изучение строения ФОС» (1954—1975)
5. Овчинников, Юрий Анатольевич, руководитель работы, директор; Иванов, Вадим Тихонович, ч.-к. АН СССР, зам. директора ИБХ имени М. М. Шемякина АН СССР, — за цикл работ по созданию нового класса мембран биорегуляторов и исследованию молекулярных основ ионного транспорта через биологические мембраны
6. Цицин, Николай Васильевич, директор ГБС АН СССР, — за цикл работ по созданию новых ценных видов, форм и сортов с/х растений
7. Илизаров, Гавриил Абрамович, директор Курганского НИЭКОТ, Гудушаури, Отари Наскидович, академик АН Грузинской ССР, зав. кафедрой ТбГМИ, — за цикл работ по разработке нового метода лечения больных с повреждениями и заболеваниями ОДА, внедрению этого метода в широкую практику здравоохранения и созданию нового научно-практического направления в травматологии и ортопедии
8. Краснов, Михаил Михайлович, д. ч. АН СССР, директор ВНИИГБ, — за комплексное исследование и разработку новых принципов хирургии глаза
9. Пантюшкин, Михаил Гаврилович, руководитель работ, зам. гл. конструктора; Пинчук, Леонид Петрович, директор тракторного производства; Соболев, Юрий Алексеевич, главный инженер; Машкин, Михаил Васильевич, нач. цеха ПО «Кировец»; Добрынин, Анатолий Михайлович, ген. директор; Чернышёв, Георгий Дмитриевич, конструктор ЯМЗ, — за разработку и совершенствование мощных колёсных тракторов «Кировец» и освоение серийного производства базовой модификации
10. Панфилов, Михаил Панфилович, ген. директор; Зверев, Виктор Алексеевич, гл. инженер ЦКБ; Неплохов, Ефим Мейерович, нач. лаборатории; Ковалёв, Владимир Александрович, Павлов, Василий Николаевич, ведущие конструкторы ЛОМО имени В. И. Ленина, — за создание крупнейшего в мире оптического телескопа принципиально новой конструкции с главным зеркалом диаметром 6 метров
11. Тагер Александр Семёнович, Вальд-Перлов, Виктор Михайлович, Мельников, Анатолий Иванович, нач. лабораторий; Пожела, Юрас Карлович, академик АН Литовской ССР, директор Института физики полупроводников АН Литовской ССР, — за комплекс теоретических и экспериментальных исследований генерации и усиления э/м колебаний СВЧ при лавинной ионизации в полупроводниках и создание нового класса приборов — лавинно-пролётных диодов

### В закрытой части постановления
- Логвинович, Георгий Владимирович, Е. Д. Раков, Е. С. Шахиджанов, Ю. В. Фадеев, И. М. Сафонов, Ю. Г. Ильин за создание системы «Шквал»
- Антропов, Пётр Яковлевич, заместитель министра среднего машиностроения СССР
- Беляков, Виктор Петрович, физик
- Дубровин, Евгений Иванович, конструктор «Базальта»
- Изотов, Сергей Петрович, Соловьёв, Павел Александрович, конструкторы авиационных двигателей
- Максимов Александр Александрович, конструктор космической техники
- Маслов, Виктор Павлович, математик
- Савицкий, Евгений Яковлевич, Главком Войск ПВО СССР
- Шереметьевский, Николай Николаевич, конструктор

### В области литературы, искусства и архитектуры
1. Александров, Борис Александрович, руководитель ДКААППСА имени А. В. Александрова, — за концертную программу 1975—1976 годов
2. Архипова, Ирина Константиновна — за исполнение партий Азучены и Любавы в оперных спектаклях «Трубадур» Дж. Верди и «Садко» Н. А. Римского-Корсакова на сцене ГАБТ и концертные программы последних лет
3. Замятин, Леонид Митрофанович, Игнатенко, Виталий Никитич, авторы сценария; Бессарабов, Игорь Викторович, режиссёр; Кочетков, Александр Степанович, оператор, — за документальный фильм «Повесть о коммунисте» (1976); Морозов, Дмитрий Платонович, автор сценария; Андриканис, Евгений Николаевич, режиссёр, — за телевизионный документальный фильм «Ленинским путём» (1976)
4. Сперанский, Сергей Борисович, Каменский, Валентин Александрович (посмертно) — за «Монумент в честь героической обороны Ленинграда в 1941—1943 годах и разгрома немецко-фашистских войск под Ленинградом в 1944 году»
5. Максим Танк (Скурко Евгений Иванович) — за книгу стихов «Нарочанские сосны» (1977)
6. Чаковский, Александр Борисович — за роман «Блокада» (1968—1975)

## 1979
- Брежнев, Леонид Ильич, Генеральный секретарь ЦК КПСС, — за трилогию «Малая Земля», «Возрождение» и «Целина», «за неустанную борьбу за мир»
- Максимов Александр Александрович — 1-й заместитель Главного управления космических средств Министерства Обороны СССР; Кучма, Леонид Данилович, инженер-ракетостроитель; Рябушкин, Юрий Васильевич — специалист по фототехнике (спецпремия)

## 1980

### В области науки и техники
1. Борисевич, Николай Александрович, зав. лабораторией, Грузинский, Виктор Владимирович, зам. зав. лабораторией, Толкачёв, Виталий Антонович, ст. н. с. Института физики АН БССР; Непорент, Бертольд Самуилович, нач. отдела ГОИ имени С. И. Вавилова, — за цикл работ по спектроскопии свободных сложных молекул
2. Осико, Вячеслав Васильевич, зав. лабораторией, Александров, Владимир Ильич, Татаринцев, Владимир Михайлович, ст. н. с. ФИАН имени П. Н. Лебедева; Иофис, Наум Абрамович, гл. инженер ЗЭЭАВ «Эмитрон»; Овчинников, Гарольд Алексеевич, бывший директор Голынковского завода «Стеклоприбор», — за создание и исследование нового класса монокристаллов — фианитов
3. Ениколопов, Николай Сергеевич, Гольданский, Виталий Иосифович, ч.-к. АН СССР, зав. секторами ИХФ АН СССР; Кабанов, Виктор Александрович, ч.-к. АН СССР, зав. кафедрой МГУ имени М. В. Ломоносова; Абкин, Абрам Давыдович, зав. лабораторией НИИФХИ имени Л. Я. Карпова, — за цикл работ «Обнаружение и исследование аномально быстрой полимеризации в твёрдой фазе» (1959—1978)
4. Браунштейн, Александр Евсеевич, зав. лабораторией ИМБАН, — за цикл работ «Биологические функции, структура и механизм действия ферментов метаболизма аминокислот» (1949—1978)
5. Иваницкий, Генрих Романович, ч.-к. АН СССР, директор, Кринский, Валентин Израилевич, зав. лабораторией, Заикин, Альберт Николаевич, ст. н. с. ИБФАН; Жаботинский, Анатолий Маркович, зав. лабораторией НИИБИХС; Белоусов, Борис Павлович (посмертно), химик-аналитик, — за обнаружение нового класса автоволновых процессов и исследование их в нарушении устойчивости возбудимых распределённых систем
6. Дружинин, Николай Михайлович, бывший ст. н. с. ИИАН, — за монографию «Русская деревня на переломе. 1861—1880 годы» (1978)
7. Рабухин, Александр Ефимович — за цикл работ «Фундаментальные исследования по эпидемиологии, диагностике, лечению и организации борьбы с туберкулёзом» (1948—1976)
8. Данилов, Леонид Иванович, гл. механик, Ананьевский, Михаил Григорьевич, директор, Иводитов, Альберт Николаевич, нач. цеха, Пинский, Генах Иосифович, пом. нач. цеха ЧМЗ имени 50-летия СССР; Зюзин, Владимир Иванович, зам. генерального директора, Тодер, Илья Александрович, зав. лабораторией НПО ВНИИметмаш, — за создание принципиально новой системы станов для прокатки профилей высокой точности
9. Баталин, Юрий Петрович, руководитель работы, 1-й зам. МСПНГП; Аронов, Валерий Александрович, зам. ген. директора, Шевкопляс, Анатолий Феоктистович, бригадир комплексной бригады передвижной механизированной монтажной колонны № 2 Сибирского ЭСМО по сооружению объектов нефтяной и газовой промышленности в блочно-комплектном исполнении; Шаповалов, Игорь Александрович, бывший управляющий, Жевтун, Владимир Григорьевич, бывший нач. комсомольско-молодёжного монтажного управления № 1 треста «Тюменгазмонтаж»; Ройтер, Михаил Савельевич, зам. директора Сибирского НИПИГС, — за разработку и внедрение комплектно-блочного метода строительства объектов нефтяной и газовой промышленности, обеспечившего ускоренные темпы освоения нефтяных и газовых месторождений Тюменской области
10. Биргер, Абрам Исаакович, и. о. ген. директора, Казаков, Сергей Яковлевич, бригадир комплексной бригады управления экспериментального строительства № 1 НПО «Прокатдеталь»; Дюбек, Лев Карлович, нач. управления по проектированию образцового перспективного жилого района гл. архитектурно-планировочного управления Москвы; Самсонов, Андрей Борисович, директор МНИПИТЭП; Жигаев, Николай Ильич, бригадир комплексной бригады ДСК № 3 МГО крупнопанельного домостроения; Объедков, Виктор Николаевич, бригадир комплексной бригады комбината ЖБК № 2 ГУ строительных материалов и строительных деталей при Мосгорисполкоме, — за создание и внедрение принципиально нового метода комплексной застройки в Москве на основе системы единого каталога унифицированных индустриальных изделий

### В закрытой части постановления
- Атоян, Роберт Варткесович, специалист в области автоматизированных систем управления
- Ахромеев, Сергей Фёдорович, 1-й заместитель начальника Генштаба ВС СССР
- Бугаев, Борис Павлович, министр ГА СССР
- Бункин, Борис Васильевич, физик, конструктор боевой техники
- Гречка Владимир Леонидович, главный конструктор, космическая техника
- Кузнецов, Юрий Александрович, радиотехник
- Матвеев, Игорь Николаевич, учёный в области лазерной техники
- Мизин, Игорь Александрович, учёный в области вычислительной техники
- Рашидов, Шараф Рашидович, 1-й секретарь ЦК КП Узбекистана
- Решетнёв, Михаил Фёдорович, учёный в области прикладной механики
- Славский, Ефим Павлович — министр среднего машиностроения СССР
- Туполев, Алексей Андреевич, авиаконструктор

### В области литературы, искусства и архитектуры
1. Думбадзе, Нодар Владимирович — за роман «Закон вечности» (1978)
2. Исаев, Егор Александрович — за поэтическую дилогию «Суд памяти» (1962), «Даль памяти» (1976—1977)
3. Славин, Кушель Лейбович, Ицков, Игорь Моисеевич, авторы сценария; Александров-Агентов, Андрей Михайлович, автор сценария и гл. консультант; Курочкин, Павел Алексеевич, Герой Советского Союза, гл. консультант; Гелейн, Игорь Игоревич, режиссёр фильмов «Освобождение Белоруссии» и «От Карпат на Балканы и Вену», Григорьев, Игорь Андреевич, режиссёр фильмов «На Восток» и «Последнее сражение войны», Гутман, Илья Семёнович, режиссёр фильмов «Битва за Москву» и «Освобождение Польши», Данилов, Лев Стефанович, режиссёр фильма «Освобождение Украины», Катанян, Василий Васильевич, режиссёр фильма «Партизаны. Война в тылу врага», Киселёв, Семён Григорьевич, режиссёр фильма «Битва на море», Кристи, Леонид Михайлович, режиссёр фильма «Война в Арктике», Пумпянская Семирамида (Сэдда) Николаевна, режиссёр фильмов «Оборона Сталинграда» и «Победа под Сталинградом», Семёнов, Тенгиз Александрович, режиссёр фильмов «Блокада Ленинграда» и «Величайшее танковое сражение», Соловьёва, Нина Васильевна, режиссёр фильмов «22 июня 1941 года» и «Союзники», Рыбакова, Александра Яковлевна, режиссёр фильма «Битва за Берлин», Фирсова (Микоша) Джемма Сергеевна, режиссёр фильма «Битва за Кавказ», Фомина, Зоя Петровна, режиссёр фильма «Война в воздухе»; Гунгер, Игорь Феликсович, звукооператор; Лановой, Василий Семёнович, исполнитель закадрового текста, — за документально-публицистическую киноэпопею «Великая Отечественная» (1978) в 20 полнометражных фильмах
4. Ростоцкий, Станислав Иосифович, режиссёр; Шумский, Вячеслав Михайлович, оператор; Тихонов, Вячеслав Васильевич, исполнитель роли Ивана Ивановича Иванова, — за художественный фильм «Белый Бим — Чёрное ухо» (1977) производства ЦКДЮФ имени М. Горького. (Премия за произведения литературы и искусства для детей)
5. Покровский, Борис Александрович — за постановку опер советских композиторов в ГАБТ и МГКАМТ
6. Ильинский, Игорь Владимирович — за работы последних лет в театре и на телевидении
7. Райкин, Аркадий Исаакович — за режиссуру и исполнение ролей в спектаклях последних лет в ЛГТМ
8. Соловьяненко, Анатолий Борисович — за оперные партии и концертные программы последних лет
9. Заринь Индулис Аугустович — за картины «Весна 1945 года», «Уходя на войну» («За Советскую власть»), «Песня жатвы», портрет народного художника СССР Т. Э. Залькална
10. Ромадин, Николай Михайлович — за цикл пейзажей: «Подмосковная зима», «Кудинское озеро», «Берендеев лес», «Весна на Северном Кавказе», «Есенинская Русь», «Лесная деревня», «Гроза. От дождя»
11. Шмаринов, Дементий Алексеевич — за иллюстрирование и оформление книг А. С. Пушкина «Повести Белкина», «Дубровский», «Пиковая дама» (Детгиз, 1976—1978), Л. Н. Толстого «Война и мир» («Художественная литература», 1978)
12. Садыков, Тургунбай Садыкович — за памятник «Борцам революции» в городе Фрунзе

## 1981

### В закрытой части постановления
- Белов, Андрей Иванович, маршал войск связи
- Кивокурцев, Николай Петрович
- Мирошников, Михаил Михайлович, учёный-оптик.
- Огарков, Николай Васильевич, Маршал Советского Союза
- Федотов, Александр Васильевич, лётчик-испытатель.
- Чепкин, Виктор Михайлович, Шалин, Радий Евгеньевич, конструкторы авиадвигателей
- Шамшин, Василий Александрович, министр связи СССР.

## 1982

### В области науки и техники
1. Босамыкин, Валерий Семенович — физик-ядерщик.
2. Вишневский, Владимир Серафимович — генеральный конструктор ЗАО НТК «Аметех»
3. Ефимов, Никодим Николаевич, Красильников, Дмитрий Данилович, зав. лабораториями ИКИА Якутского филиала АН СССР; Зацепин, Георгий Тимофеевич, зав. отделом ИЯИАН; Скобельцын, Дмитрий Владимирович, консультант, Никольский, Сергей Иванович, зав. лабораторией ФИАН имени П. Н. Лебедева; Христиансен, Георгий Борисович, нач. отдела НИИЯФ МГУ имени М. В. Ломоносова, — за цикл работ «Исследования первичного космического излучения сверхвысокой энергии» (1947—1980)
4. Сергеев, Евгений Михайлович, руководитель работы, зав. кафедрой МГУ имени М. В. Ломоносова; Комаров, Игорь Сергеевич, профессор МГРИ имени С. Орджоникидзе; Чуринов, Михаил Васильевич, зав. отделом ВНИИГИГ; Попов Иван Васильевич — за монографию «Инженерная геология СССР» в 8 томах (1976—1978)
5. Северин, Сергей Евгеньевич, зав. кафедрой МГУ имени М. В. Ломоносова, — за цикл работ «Фундаментальные исследования биохимии мышц» (1950—1980)
6. Чазов, Евгений Иванович, генеральный директор, Смирнов, Владимир Николаевич, ч.-к. АН СССР, зам. генерального директора, Торчилин, Владимир Петрович, руководитель лаборатории ВКНЦ АМН СССР; Мартинек, Карел (Чехословакия), профессор МГУ имени М. В. Ломоносова; Березин, Илья Васильевич, ч.-к. АН СССР, директор ИБХАН имени А. Н. Баха, — за теоретическое, экспериментальное и клиническое обоснование использования иммобилизованных ферментов для лечения сердечно-сосудистых заболеваний
7. Русинов, Михаил Михайлович, руководитель работы, зав. кафедрой ЛИТМО; Шахвердов, Азим Шахвердович, ст. инженер, Агальцова, Надежда Алексеевна, сотрудник ЦНИИГАК имени Ф. Н. Красовского, — за разработку широкоугольных аэросъёмочных объективов 3, 4, 5-го поколений для картографических целей

### В закрытой части постановления
- Устинов, Дмитрий Фёдорович, министр обороны СССР; Финогенов, Павел Васильевич, министр оборонной промышленности СССР; Бакланов, Олег Дмитриевич, первый заместитель министра общего машиностроения СССР
- Громыко, Андрей Андреевич, МИД СССР; Черненко, Константин Устинович, Пономарёв, Борис Николаевич, секретари ЦК КПСС; Щербицкий, Владимир Васильевич, 1-й секретарь КП УССР; Егоров, Анатолий Григорьевич, философ; Жилин, Павел Андреевич, историк
- Брынцев, Иван Михайлович, Еффа, Марк Леопольдович, Ефремов, Герберт Александрович, конструкторы космической техники.
- Козлов, Леонид Николаевич, химик
- Мак, Артур Афанасьевич, физик-оптик, — за работы по лазерной технике
- Макаров, Александр Александрович, конструктор, — за создание ракетного комплекса Р-36МУ
- Михеев, Сергей Викторович, конструктор вертолётов
- Орлов, Виктор Владимирович, физик, — за работы по реакторам на быстрых нейтронах
- Тихонов, Василий Петрович, конструктор стрелкового вооружения
- Файков, Юрий Иванович, начальник конструкторского отделения ВНИИЭФ
- Шипунов, Аркадий Георгиевич, учёный в области проектирования автоматизированных систем управления

### В области литературы, искусства и архитектуры
1. Бажан Микола (Николай Платонович) — за книгу стихов «Знаки» (1979)
2. Кулиджанов, Лев Александрович, автор сценария и режиссёр; Гребнев, Анатолий Борисович, Добродеев, Борис Тихонович, авторы сценария; Юсов, Вадим Иванович, оператор; Венцеслав Кисёв , исполнитель главной роли; Блюме, Рената , исполнительница роли Женни Маркс, — за телевизионный художественный фильм «Карл Маркс. Молодые годы» (1980)
3. Сац, Наталия Ильинична — за постановку спектаклей и концертных программ последних лет в МГАДМТ. (Премия за произведения литературы и искусства для детей)
4. Лавров, Кирилл Юрьевич — за исполнение роли В. И. Ленина в спектакле «Перечитывая заново…» (1980) на сцене ЛБАДТ имени М. Горького
5. Биешу, Мария Лукьяновна — за концертные программы 1978—1980 годов
6. Нестеренко, Евгений Евгеньевич — за исполнение заглавных партий в оперных спектаклях «Иван Сусанин» М. И. Глинки на сцене ГАБТ и «Борис Годунов» М. П. Мусоргского на сцене ГАТОБ «Эстония», а также концертные программы 1977—1980 годов
7. Тактакишвили, Отар Васильевич — за оперу «Похищение луны» (1977) и концерт для скрипки с оркестром
8. Налбандян, Дмитрий Аркадьевич — за серию картин, посвящённых В. И. Ленину
9. Аранаускас, Леонас Семёнович, Тхор, Борис Иванович, архитекторы; Каминский Григорий Наумович, строитель; Львовский, Юрий Петрович, инженер, — за архитектуру спортивного комплекса «Олимпийский» в Москве

## 1983
- Дородницын, Анатолий Алексеевич, Карпилович, Юрий Владимирович, Кучукян, Арман Тагворович, Шокин, Александр Иванович, Г. Д. Смирнов, В. С. Антонов — за разработку и организацию серийного производства и внедрение в народное хозяйство и оборону страны ЕС ЭВМ.
- Епишев, Алексей Алексеевич, генерал армии, Куликов, Виктор Георгиевич, Маршал Советского Союза, Кутахов, Павел Степанович, Главный маршал авиации
- Федосеев, Пётр Николаевич, философ, вице-президент АН СССР
- Филиповский, Николай Петрович, конструктор космической техники
- Бармаков, Юрий Николаевич — за разработку ядерного боеприпаса для стратегической крылатой ракеты воздушного базирования.

## 1984

### В области науки и техники
1. Васильев, Герман Константинович, зав. лабораторией, Тальрозе, Виктор Львович, ч.-к. АН СССР, зам. директора ИХФАН; Ораевский, Анатолий Николаевич, зав. отделом, Маркин, Евгений Павлович, ст. н. с. ФИАН имени П. Н. Лебедева, — за цикл работ «Фундаментальные исследования химических лазеров на цепных реакциях» (1963—1978)
2. Кадомцев, Борис Борисович, директор отделения, Шафранов, Виталий Дмитриевич, ч.-к. АН СССР, нач. отдела, Погуце, Олег Павлович, нач. лаборатории ИАЭ имени И. В. Курчатова; Сагдеев, Роальд Зиннурович, директор, Галеев, Альберт Абубакирович, зав. отделом ИКИАН; Коврижных, Лев Михайлович, зав. лабораторией ИОФАН, — за цикл работ «Теория термоядерной тороидальной плазмы» (1959—1980)
3. Долгоплоск, Борис Александрович, зав. лабораторией, Тинякова, Елена Ивановна, ст. н. с. ИНХСАН имени А. В. Топчиева, — за цикл работ «Металлоорганический катализ в процессах полимеризации» (1969—1982)
4. Реутов, Олег Александрович, зав. кафедрой МГУ имени М. В. Ломоносова, — за цикл работ «Исследования в области металлоорганической химии непереходных металлов» (1953—1982)
5. Рапопорт, Иосиф Абрамович, ч.-к. АН СССР, зав. отделом ИХФАН, — за цикл работ «Явление химического мутагенеза и его генетическое изучение»
6. Янин, Валентин Лаврентьевич, ч.-к. АН СССР, зав. кафедрой МГУ имени М. В. Ломоносова; Колчин, Борис Александрович — за цикл работ «Историко-археологические исследования Новгорода» (1978—1982)
7. Казаков, Николай Федотович, руководитель работы, зав. кафедрой, Лакин, Николай Александрович, ст. инженер МАТИ имени К. Э. Циолковского; Артёмов, Николай Степанович, директор Тамбовского ЗХМ «Комсомолец»; Котюргин, Евгений Алексеевич, нач. отдела НИИ; Малевский, Юзеф Болеславович, Харченко, Геннадий Константинович, зав. лабораториями ИЭС имени Е. О. Патона АН УССР, — за разработку и широкое внедрение в производство диффузной сварки металлических и неметаллических материалов

### В закрытой части постановления
- Колосов, Михаил Николаевич, Овчинников, Юрий Анатольевич, Свердлов, Евгений Давидович, Калинин Ю. Т., Малыгин Э. Г., Марченко В. И., химики, — за разработку и внедрение методов генетической инженерии и получение на этой основе БАВ (химического оружия)
- Бакалов, Василий Иванович, конструктор стрелкового оружия
- Бакин, Борис Владимирович, министр монтажных и специальных строительных работ СССР
- Бибилашвили, Юрий Константинович, технолог
- Велихов, Евгений Павлович, Глухих, Василий Андреевич, Письменный, Вячеслав Дмитриевич, Ратников, Владимир Петрович, Шамшев, Кирилл Николаевич, физики
- Демичев, Валентин Фёдорович, физик, — за получение специальных химических соединений и разработку условий их применения
- Ермаков, Борис Александрович, учёный-оптик, — за работы в области оптико-электронного приборостроения
- Колдунов, Александр Иванович, Главный маршал авиации СССР
- Легасов, Валерий Алексеевич, химик
- Макаровец, Николай Александрович
- Пешехонов, Владимир Григорьевич, специалист в области приборостроения
- Новожилов, Валентин Валентинович, кораблестроитель, Просянкин, Григорий Лазаревич (1920—1998), судостроитель, директор Северного машиностроительного производственного объединения
- Сакович, Геннадий Викторович, Строганов, Генрих Борисович, химики
- Саркисов, Александр Александрович, конструктор авиадвигателей
- Симачёв, Вячеслав Иванович, ученый, генеральный конструктор радиоэлектронного вооружения
- Старостин, Андрей Никонович
- Вахрамеев, Юрий Сергеевич, Лбов, Герман Степанович, Ратников, Владимир Петрович, Сучков, Виктор Андреевич, научные сотрудники ВНИИТФ

### В области литературы, искусства и архитектуры
1. Карим, Мустай (Каримов Мустафа Сафич) — за повесть «Долгое-долгое детство» (1974—1978) и трагедию «Не бросай огонь, Прометей!» (1976)
2. Герасимов, Сергей Аполлинариевич — за кинофильмы последних лет
3. Образцов, Сергей Владимирович — за спектакли последних лет (Премия за произведения литературы и искусства для детей)
4. Щедрин, Родион Константинович — за оперу «Мёртвые души» (1977), поэму для хора «Казнь Пугачёва» (1981), «Торжественную увертюру» для симфонического оркестра (1982)
5. Мыльников, Андрей Андреевич — за «Испанский триптих» (1979) «Коррида», «Распятие», «Смерть Гарсиа Лорки»)
6. Цигаль, Владимир Ефимович, скульптор, Кананин, Роман Григорьевич, Хавин, Владимир Иосифович, архитекторы, — за мемориальный комплекс «Героям гражданской войны и Великой Отечественной войны 1941—1945 годов» в Новороссийске
7. Елизаров, Виктор Дмитриевич, руководитель работы, архитектор, Бородай, Василий Захарович, Согоян, Фридрих Мкртичевич, скульпторы, — за мемориальный комплекс «Украинский государственный музей истории Великой Отечественной войны 1941—1945 годов» в Киеве

## 1985

### В закрытой части постановления
- Горшков, Сергей Георгиевич, главнокомандующий ВМФ СССР
- Дебабов, Владимир Георгиевич, Ильин, Леонид Андреевич, биофизики, — за создание медико-биологических средств и специальных систем защиты личного состава от одного из видов ядерного оружия
- Пономарёв-Степной Николай Николаевич, физик-ядерщик
- Крюков, Сергей Павлович, организатор разработки и производства авионики для летательных аппаратов

## 1986

### В области науки и техники
1. Андреев, Александр Фёдорович, ч.-к. АН СССР, зам. директора, Кешишев, Константин Одиссеевич, Паршин, Александр Яковлевич, ст. н. с. ИФПАН; Каган, Юрий Моисеевич, Максимов Леонид Александрович, нач. лабораторий ИАЭ имени И. В. Курчатова; Михеев, Владимир Андреевич, зав. лабораторией ФТИНТ АН УССР, — за цикл работ «Туннельный перенос вещества и квантовая кристаллизация» (1972—1984)
2. Денисов, Сергей Петрович, Прокошкин, Юрий Дмитриевич, ч.-к. АН СССР, нач. отделов, Мествиришвили, Мириан Алексеевич, нач. лаборатории ИФВЭ; Нгуен Ван Хьеу, президент НЦНИ при СМ СРВ, — за цикл работ «Инклюзивные процессы в сильных взаимодействиях элементарных частиц высоких энергий и открытие масштабной инвариантности в этих процессах»
3. Маслов, Виктор Павлович, зав. кафедрой МИЭМ, — за цикл работ «Глобальные асимптоматические методы теории линейных уравнений с частными производными» (1961—1984)
4. Коршак, Василий Владимирович, зав. лабораторией ИЭОСАН имени А. Н. Несмеянова, — за цикл работ «Процессы синтеза и свойства полимеров» (1969—1984)
5. Хесин-Лурье, Роман Бениаминович (посмертно), ч.-к. АН СССР, — за цикл работ «Молекулярные основы функционирования генома» (1960—1984)
6. Александров, Юрий Николаевич, Сидоренко, Алексей Иванович, ст. н. с. ИРТЭАН; Бакитько, Рудольф Владимирович, начальник отдела РНИИКП, Гришмановский, Виктор Александрович, зам. гл. конструктора НИИ; Жерихин, Николай Васильевич, зам. гл. конструктора, Соколов, Геннадий Алексеевич, нач. лаборатории ОКБ МЭИ; Кремнёв, Роальд Саввович, директор НИЦ имени Г. Н. Бабакина, — за радиолокационную съёмку поверхности планеты Венера с космических аппаратов «Венера-15» и «Венера-16»
7. Девятых, Григорий Григорьевич, зам. директора ИХАН, — за цикл работ «Разработка метода получения высокочистых летучих веществ» (1959—1984)
8. Молин, Юрий Николаевич, директор, Сагдеев, Ренад Зиннурович, зам. директора, Салихов, Кев Миннулович, ст. н. с. ИХКГ СОАН; Бучаченко, Анатолий Леонидович, Франкевич, Евгений Леонидович, зав. лабораториями ИХФАН, — за цикл работ «Магнитно-спиновые эффекты в химических реакциях» (1973—1984)

### В закрытой части постановления
- Авенян, Владимир Амбарцумович, конструктор ракет
- Липин, Ефим Соломонович, авиастроитель
- Мазец, Евгений Павлович, астрофизик
- Обухов, Анатолий Степанович, конструктор боевой техники

### В области литературы, искусства и архитектуры
1. Быков, Василий Владимирович — за повесть «Знак беды» (1982)
2. Васильев, Иван Афанасьевич — за книгу очерков «Допуск на инициативу» (1983), очерки «Хвала дому своему», «Возвращение к земле» (1984), «Письма из деревни». (Премия за произведения художественной публицистики)
3. Чхеидзе, Реваз Давидович[17], режиссёр и автор сценария; Жгенти, Сулико Ильич, автор сценария; Ахвледиани, Ломер Бидзинович, оператор; Чхеидзе, Темур Нодарович, исполнитель роли Георгия Торели, — за художественный фильм «Твой сын, земля» (1980) производства киностудии «Грузия-фильм»
4. Бессмертнова, Наталья Игоревна — за исполнение партий последних лет в балетных спектаклях ГАБТ
5. Лебедев, Евгений Алексеевич — за исполнение ролей последних лет в спектаклях БДТ имени М. Горького
6. Эшпай, Андрей Яковлевич — за концерт для гобоя с оркестром (1982), «Песни горных и луговых мари» (1983)
7. Кедринский, Александр Александрович, Казаков, Яков Александрович, Кочуев, Алексей Константинович, Оде, Надежда Ивановна, художники-реставраторы; Ушаков, Пётр Петрович, позолотчик; Кучумов, Анатолий Михайлович, искусствовед, — за восстановление дворцово-парковых ансамблей пригородов Ленинграда

## 1987
- Бабаян, Борис Арташесович, инженер, — за создание суперкомпьютера «Эльбрус-2»
- Калачников, Юрий Николаевич, конструктор военной техники
- Меницкий, Валерий Евгеньевич, лётчик-испытатель.
- Фаворский, Олег Николаевич, физик
- Давыдов, Евгений Борисович, главный конструктор сети специальной связи «Исток»[18]

## 1988
Постановление ЦК КПСС и СМ СССР от 15 апреля 1988 года

### В области науки и техники
1. Аскарьян, Гурген Ашотович, ст. н. с., Луговой, Владимир Николаевич, ведущий н. с., Коробкин, Владлен Васильевич, зав. отделом ИОФАН; Таланов, Владимир Ильич, зав. отделом ИПФАН; Пилипецкий, Николай Фёдорович, зав. лабораторией ИПМАН; Сухоруков, Анатолий Петрович, зав. отделением МГУ имени М. В. Ломоносова, — за открытие и исследование эффектов самофокусировки волновых пучков[19]
2. Балдин, Александр Михайлович, директор лаборатории, Боголюбов, Павел Николаевич, нач. сектора ОИЯИ; Матвеев, Виктор Анатольевич, директор ИЯИАН; Тавхелидзе, Альберт Никифорович, академик АН СССР, президент АН Грузинской ССР; Мурадян, Рудольф Мурадович, ч.-к. АН Армянской ССР, зав. группой Бюраканской АФО, — за цикл работ «Новое квантовое число — цвет и установление динамических закономерностей в кварковой структуре элементарных частиц и атомных ядер» (1965—1977)[20]
3. Тепляков, Владимир Александрович, зам. директора ИФВЭ; Капчинский, Илья Михайлович, нач. отдела ИТЭФ, — за разработку и создание линейного ускорителя ионов нового типа с фокусировкой пучка квадрупольным высокочастотным полем
4. Кочетков, Николай Константинович, директор ИОХАН имени Н. Д. Зелинского, — за цикл работ по синтезу и строению углеводов (1962—1986)
5. Косыгин, Юрий Александрович, директор Института тектоники и геофизики ДВОАН, — за монографию «Тектоника» (1983)
6. Крушинский, Леонид Викторович (посмертно), ч.-к. АН СССР, — за монографию «Биологические основы рассудочной деятельности» (1986)
7. Гамкрелидзе, Тамаз Валерианович, директор Института востоковедения имени Г. В. Церетели АН Грузинской ССР; Иванов, Вячеслав Всеволодович, зав. сектором ИСБАН, — за монографию «Индоевропейский язык и индоевропейцы» в 2 томах (1984)
8. Галян, Борис Афанасьевич, гл. конструктор проекта, Толдин, Анатолий Андреевич, нач. бригады ОКТБ ИЭС имени Е. О. Патона АН УССР; Хоменко, Владимир Иванович, зав. лабораторией ВНИИСМТ; Чирсков, Владимир Григорьевич, министр СННПП СССР; Драгунов, Николай Петрович, прораб КТСУ № 4 треста «Куйбышевтрубопроводстрой»; Лукин, Анатолий Викторович, инженер-механик, — за создание высокопроизводительной технологии и комплекса оборудования для контактной сварки трубопроводной системы большого диаметра
9. Воронов, Авенир Аркадьевич, советник при дирекции ВНИИСИ АН СССР, — за цикл работ по теории автоматического управления

### В закрытой части постановления
- Аншаков, Геннадий Петрович, учёный в области автоматического управления; Образцов, Иван Филиппович, учёный-механик
- Белосвет, Анатолий Алексеевич, авиаконструктор; Хачатуров, Константин Рубенович, конструктор авиадвигателей
- Голованов, Павел Николаевич, криптограф
- Некрасов, Виктор Васильевич, конструктор фототехники (спецпремия)
- Фролов, Константин Васильевич, учёный в области машиностроения
- Щукин, Евгений Дмитриевич — за работы в области физико-химической механики
- Титов, Герман Степанович — второй космонавт
- за самолёт МиГ-29 Ленинская премия была присуждена заместителю главного конструктора А. А. Белосвету, заместителю начальника ГосНИИАС П. В. Познякову, начальнику ГК НИИ ВВС генералу Л. И. Агурину, летчику-испытателю В. Е. Меницкому, главному конструктору НИИР Ю. П. Кирпичеву и главному конструктору ЛНПС им. В. Я. Климова В. В. Старовойтенкову.
- Елькин, Александр Иосифович, за работы в области физико-химической механики (постановление ЦК КПСС и Совета Министров СССР от 23 ноября 1988 года)

### В области литературы, искусства и архитектуры
1. Абуладзе, Тенгиз Евгеньевич, кинорежиссёр, — за трилогию художественных фильмов «Мольба» (1968), «Древо желания» (1976), «Покаяние» (1984) производства киностудии «Грузия-фильм»
2. Калинка, Станисловас Антанович, архитектор; Докшас, Зигмантас Станиславович, директор совхоза, — за архитектуру посёлка Юкнайчяй совхоза имени XXV съезда КПСС Литовской ССР

## 1989

### В закрытой части постановления
- Колесников, Александр Александрович, конструктор космической техники
- Рототаев, Дмитрий Александрович, конструктор военной техники
- Скляров, Николай Митрофанович, авиастроитель
- Тамбулов, Николай Фёдорович, Дробахин, Олег Иванович, ракетные конструкторы

## 1990

### В области науки и техники
1. Коптюг, Валентин Афанасьевич, директор, Бархаш, Владимир Александрович, ведущий н. с., Штейнгарц, Виталий Давидович, Шубин, Вячеслав Геннадьевич, зав. лабораториями ИОХ СОАН, — за фундаментальные исследования строения и реакционной способности карбокатионов
2. Кнорре, Дмитрий Георгиевич, директор ИБХ СОАН; Гринёва, Нина Ивановна, руководитель лаборатории НИИ; Салганик, Рудольф Иосифович, ч.-к. АН СССР, зам. директора ИЦГ СОАН; Шабарова, Зоя Алексеевна, профессор МГУ имени М. В. Ломоносова, — за создание основ адресованной модификации генетических структур
3. Пугачёв, Владимир Семёнович, советник при дирекции ИПИАН, — за труды по статистической теории процессов управления

### В закрытой части постановления
- Авксенов, Игорь Николаевич, конструктор военной техники; Варенников, Валентин Иванович, Главнокомандующий Сухопутными войсками

### В области литературы, искусства и архитектуры
1. Кулиев, Кайсын Шуваевич (посмертно) — за выдающийся вклад в советскую литературу, художественное своеобразие и развитие народных традиций в духовной жизни социалистического общества
2. Тарковский, Андрей Арсеньевич (посмертно), кинорежиссёр, — за выдающийся вклад в развитие киноискусства, новаторские произведения, способствующие утверждению общечеловеческих ценностей и идей гуманизма

## 1991

### В закрытой части постановления
- Аржаков, Сергей Алексеевич, химик
- А. А. Гаев, А. В. Кислецов, А. Д. Кунцевич, В. А. Петрунин, химики, за создание бинарного химического оружия
- С. В. Петров, химик, за создание нового химического оружия (несмертельного)
- Северин, Евгений Сергеевич, биохимик
- Сичевой, Владимир Иванович, ракетный конструктор

## Год неизвестен
- Бурназян, Аветик Игнатьевич, военный медик
- Демидов, Ким Васильевич, Саможенков, Евгений Семёнович, Силин, Вячеслав Иванович, конструкторы стрелкового вооружения
- Зарапетян, Зарап Петросович, строитель
- Локтев, Лев Абрамович, конструктор артиллерийского вооружения
- Макеев, Хасан Ильич, металлург
- Мохин, Николай Васильевич, заместитель директора МНИИПА, конструктор систем ПВО, выпускник ИРИТ НГТУ
- Мелик-Тангиев, Завен, инженер-конструктор нефтедобывающего оборудования
- Онихимовский, Вадим Викторович, главный геолог Комсомольской геологической экспедиции Дальневосточного геологического управления Главного управления геологии и охраны недр при Совете Министров РСФСР — за открытие Солнечного месторождения олова.
- Саркисов, Александр Александрович, конструктор авиадвигателей
- Табаков, Глеб Михайлович, директор НИИ-229, заместитель министра МОМ
- Черноверхский, Павел Александрович, кораблестроитель (1984 год, закрытая часть)